# Ács (település)
Ács (németül: Atsch) város Komárom-Esztergom vármegyében, a Komáromi járásban.

## Fekvése
Ács a Kisalföld északkeleti löszös-homokos peremvidékén fekszik, a Concó- és a Székes-patak összefolyásánál, a Dunától 3 km-re délre, Komáromtól 8 km-re délnyugatra. Északkeletről az Ácsi-erdő övezi, melynek nagyobb része azonban már Komárom területéhez tartozik. Belterületének átlagos tengerszint feletti magassága 122 méter.
Ács 103,83 km²-es területével a megye legnagyobb területű települése. Északi határát (mely egyben államhatár is Szlovákiával) a Duna, délkeleti határát egy szakaszon a Székesfehérvár–Komárom-vasútvonal alkotja. Nyugati határa egyben a megyehatár is Győr-Moson-Sopron megyével.
Északkeletről Komárom, keletről Csém, délkeletről Nagyigmánd, délről Bábolna és Bana, délnyugatról Bőny, nyugatról Nagyszentjános, északnyugatról Nagykeszi (Szlovákia), északról pedig Csallóközaranyos (szintén szlovákiai) településekkel határos.
Jelentősebb külterületi lakott részei Jegespuszta és Vaspuszta.

### Megközelítése
Legfontosabb közúti megközelítési útvonala az 1-es főút, amelynek Komárom és Győr közötti szakasza északról kerüli el. A belterület északi részén húzódik a 8153-as út, mely keleti és nyugati irányban is összekapcsolja Ácsot az 1-es úttal. További mellékutak kötik össze a 12 kilométerre fekvő Nagyigmánddal (8147) és a 11 kilométerre lévő Bábolnával (8151) A településtől délre halad el az M1-es autópálya, melyhez annak 94. kilométerénél csatlakozik a 8151-es út.
A hazai vasútvonalak közül a településen a Budapest–Hegyeshalom–Rajka-vasútvonal halad át, amelynek egy megállási pontja van itt; Ács vasútállomás a központból induló 81 329-es számú mellékúton érhető el. Határszélét délkeleten érinti a Székesfehérvár–Komárom-vasútvonal is.

### Hely- és dűlőnevek
Ács területén történelmi események emlékét őrzi több földrajzi név:
- Tatár-út: a hagyomány szerint a tatárjárás idején ebből az irányból támadtak a tatárok.
- Pénzásás: a vasúttól északra levő, a második világháború után beépült városrész neve arra utal, hogy területén földművelés közben római érméket találtak.
- A társadalmi tagozódásra és a birtokviszonyokra utalnak a következő helynevek: Kistag, Vitéztelek, Nemes-birtok, Zsellérföldek, Dézsmás szőlők, Pápista szőlők (utóbbiakat a Pannonhalmi Bencés Főapátság bérelte a református egyháztól).
- Ács határában 1863 és az 1930-as évek között a tagosítások és parcellázások során 13 farmtanya épült, amelyek tulajdonosaik nevét viselték: Bakcsányi-tanya, Harmat-tanya, Jenei-tanya, Juhász-tanya, Kalinatanya, Kocsis-tanya, Kolonics-tanya, Kopácsi-tanya, Mallertanya, Pálfi-tanya, Pável-tanya, Rózsatanya, Tóthtanya.
- Lovadpuszta és Vaspuszta neve 1540-ben elpusztult középkori falvak nevét őrzi. Lovadot 1297-ből, Vast pedig 1229-ből fennmaradt írásos források említik először. Vas a királyi szekeresek faluja volt, 1635-ben újjátelepítették, de lakossága ismét menekülni kényszerült a török zaklatások elől.
- Likócspusztát 1221-ben Zent-Gyd, majd 1404-ben Gyid-Zentpéter alakban említik fennmaradt írásos források. Borovszky monográfiája szerint korábban régi templomomladékok voltak láthatóak a határában. Nevét onnan kapta, hogy a török dúlások idején lakói földbe ásott lyukakban húzódtak meg.
- Concóhátpuszta 1863-ban létesült Forster Géza birtokaként, később itt épült fel a Degenfeld-Schonburg-kastély.
- Csillapuszta 1863-ban létesült a tagosításkor Ghyczy Kálmán birtokaként. Később Paulovics Dezső birtoka lett, aki feleségéről nevezte el.
- Egyéb hely- és dűlőnevek: Etelka-telep, Rektortelep, Vörösmajor, Újmajor, Jegespuszta, Ernőmajor, Tököly-telep, Székesre-dűlő, Savó-hegy, Malom-tó és Gütyül.[3]

### Településrészek[4]
| Településrész (2001) | Lakónépesség | Lakások száma | Nem lakott üdülők száma | Külterület jellege                       | Távolsága a központi belterülettől (km) |
| -------------------- | ------------ | ------------- | ----------------------- | ---------------------------------------- | --------------------------------------- |
| Központi belterület  | 7030         | 2599          | -                       | -                                        | -                                       |
| Concóhát             | 9            | 6             | -                       | mezőgazdasági lakóhely                   | 1,1                                     |
| Csabaitanya          | -            | -             | -                       | lakatlan külterület                      | 0,5                                     |
| Ernőmajor            | -            | 1             | -                       | mezőgazdasági lakóhely                   | 5,0                                     |
| Felsőszőlő           | 13           | 5             | 205                     | gazd.tevékenységhez nem köthető lakóhely | 2,5                                     |
| Hosszúhegy           | 5            | 4             | 39                      | mezőgazdasági lakóhely                   | 3,8                                     |
| Jegespuszta          | 87           | 24            | -                       | mezőgazdasági lakóhely                   | 11,0                                    |
| Kalinatanya          | 1            | 1             | -                       | mezőgazdasági lakóhely                   | 0,2                                     |
| Kerülőház            | -            | -             | -                       | lakatlan külterület                      | 3,0                                     |
| Kocsistanya          | -            | -             | -                       | lakatlan külterület                      | 0,6                                     |
| Likócsszőlők         | 6            | 1             | -                       | mezőgazdasági lakóhely                   | 1,5                                     |
| Mallertanya          | -            | 1             | -                       | mezőgazdasági lakóhely                   | 6,0                                     |
| Rózsatanya           | 2            | 1             | -                       | mezőgazdasági lakóhely                   | 0,2                                     |
| Tóthtanya            | -            | 1             | -                       | mezőgazdasági lakóhely                   | 0,7                                     |
| Újmajor              | 4            | 2             | -                       | mezőgazdasági lakóhely                   | 1,5                                     |
| Vaspuszta            | 36           | 14            | -                       | mezőgazdasági lakóhely                   | 8,0                                     |
| Vörösmajor           | 3            | 1             | -                       | mezőgazdasági lakóhely                   | 11,0                                    |

## Története
Területén már a római korban laktak, közelében két római katonai tábor állt: Ad Mures és Ad Statuas. Előbbi a Concó-patak mai torkolatánál állt (a Bumbum-kút néven ismert helyen), utóbbi pedig Vaspuszta közelében a Duna-parton. Ad Mures egy ősidőktől létező kút mellett alakult ki Traianus császár idején, Brigetio építésével egy időben. A segédcsapat (auxiliaris) táborának keleti falát és a tábort övező árkot az 1989-ben végzett leletmentés hozta felszínre. Az erőd déli oldalán polgári település (vicus) is kialakult. Ad Statuas a Duna magas partján állt palánkerőd volt, mely a Duna áradásai miatt 117 után helyet változtatott. 1817-ben itt ép boltozatú római pincét találtak. A két erőd régészeti feltárása Gabler Dénes nevéhez fűződik.
A település az Árpád-korban itt letelepedett, a király szolgálatában álló ácsokról kapta a nevét. Oklevelekben először feltehetően 1138-ban jelent meg Olt alakban, de biztos adat csak 1297-ből van, akkor Villa Alch néven említik. Első ismert birtokosa 1346-ban nagymartom Simon fia volt, majd 1434-től Pál és Vilmos fraknói grófok tulajdona lett.
A törökök a falut kétszer is feldúlták: 1540-ben és 1639-ben. Az első támadáskor pusztult el Ácstól nyugatra két falu, mely a gróf Cseszneky család birtoka volt: Vas és Lovad. Nevüket dűlő- és pusztanevek őrzik.
1590-ben mindössze 4 család élt Ácson.
A teljes pusztulást követően csak 1628 után kezdett újra benépesülni: először református hitű komáromi magyarok, majd a 18. században németek telepedtek be. A református egyház működése a 17. század óta folyamatos a településen, már 1643-ban működött népiskolája, az anyakönyveket 1726 óta vezetik. 1674-ben Komáromi István ácsi református lelkészt a pozsonyi vésztörvényszék gályarabságra ítélte.
Földesurai kezdetben a Hathalmy, majd a Lengyel, a Kolos és Pogrányi családok voltak; később a pannonhalmi főapátság és az Esterházy család szerzett jelentős birtokot Ács határában. 1824-ben Liechtenstein Alajos szerzett itt birtokot (1848-ban a község 2/3-ának földesura volt), amelyet a század második felében a Zichy család szerzett meg. Jelentős birtokai voltak Ácson Szabadhegyi Móricnak is.
Bél Mátyás már a 18. század elején nagy és gazdag faluként mutatja be Ácsot. 1707-ben Rabutin hadai itt táboroztak, jelentős károkat okozva a községnek. Az 1784-1787-es népszámlálás szerint 674 házban 670 család élt itt, a népességszám 2895 volt. Ács a 18. század végére a Gesztesi járás legnépesebb települése lett. 1848-ban 3800 lakosából 1128 római katolikus, 2435 református, 287 zsidó vallású volt. A katolikus plébániát Saugh pannonhalmi főapát alapította 1751-ben, a zsidó hitközség a 19. század elején alakult (a községben zsinagóga és zsidó felekezeti iskola is működött - utóbbi 1921-ig). Az 1789-ben nyitott zsidó temető ma is megvan a Concó- és a Székes-patak összefolyásánál.
1809-ben Ács határában verte vissza a Vas vármegyei lovasezred a francia (napóleoni) csapatokat.

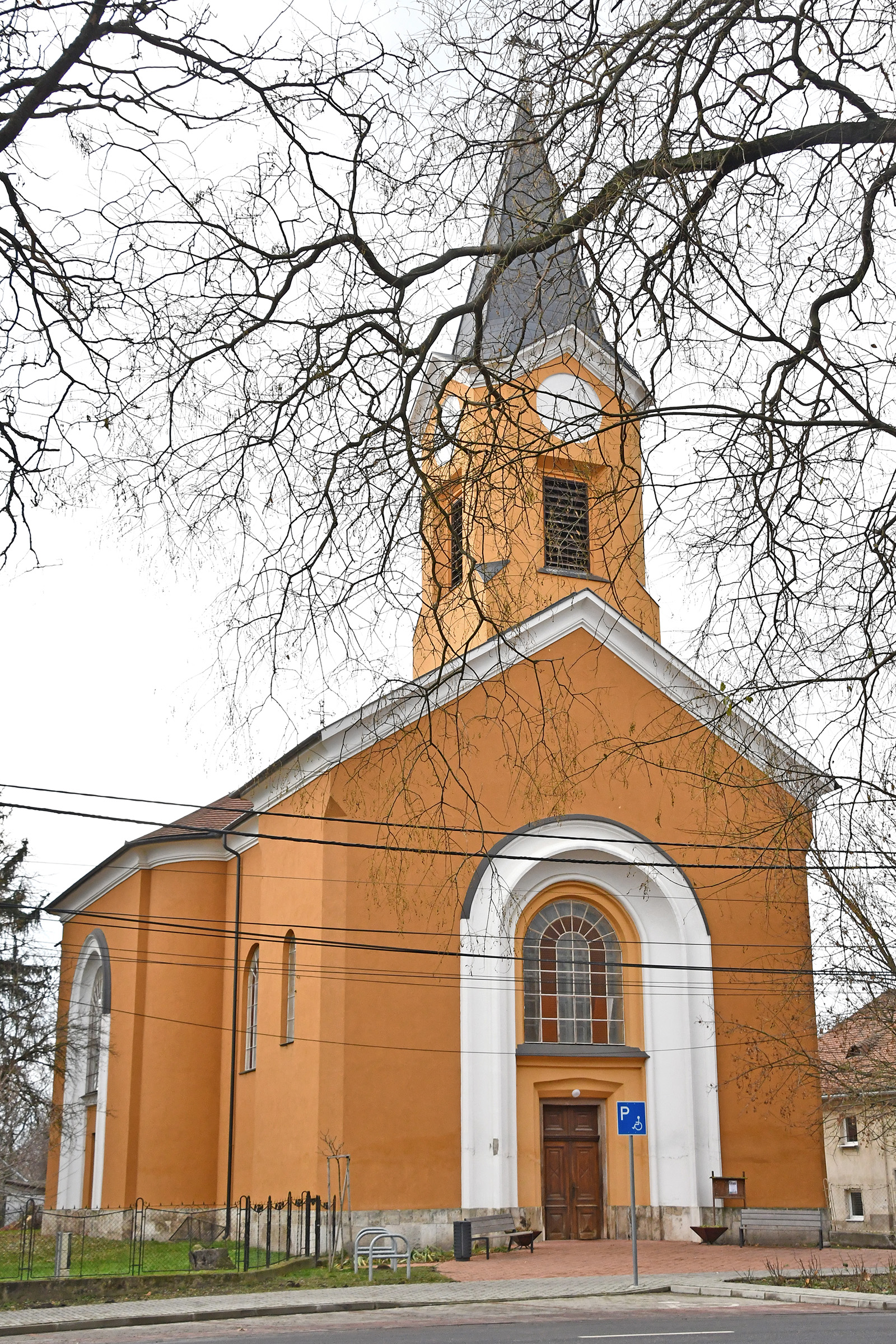
Római katolikus templom

1848-ban Fényes Elek Komárom vármegye leírása című munkájában Ács leírásánál említi, hogy ekkoriban hosszúépületű, nádfedeles házak alkották a falut, szép volt a női népviselet, a községi közös legelő a Lovadi-pusztánál terült el. Említést tesz az Esterházy-kastély udvarában összegyűjtött római emlékekről, Liechtenstein herceg telivértenyészetéről és az ácsi cseresznye- és sárgabarack-termesztésről is. Az Ácsi-erdőről a következőket írja: Az erdő József császár rendeletéből ültettetett homokföldű s többnyire akácz és fenyves, egyébiránt kivált a herczegi rész homokföldei fasorokkal is nemcsak ékesíttetnek, hanem homok ellen is védve vannak. Lakosai híres kocsisok voltak.
1849. július 2-án a komáromi csatában Ács mellett verte vissza Görgey Artúr parancsnoksága alatt a honvéd fősereg a Haynau által vezetett, túlerőben lévő osztrák csapatokat. A csata emlékére az ácsi erdőben (már Komárom területén) 1870-ben emlékművet állítottak.
1850-ben Ács legnagyobb része leégett.
1871-ben Patzenhofer Konrád cukorgyárat építtetett a községben. A vasútvonal közelségének köszönhetően alapított üzem a századfordulón már mintegy 500 főt foglalkoztatott, és négy vármegye cukorrépatermését dolgozta fel.
1907-ben a Borovszky-féle vármegye-monográfia szerint Ácshoz tartoztak Alszter, Boros, Felsőlovad, Plebános, Rostakuti, Schrikker és Ref. lelkész tanyák; Csilla, Czonczóhát, Jeges, Likócs, Lovad és Vas puszták; továbbá Czonczó és Pál majorok. Ugyanekkor a községnek 715 háza volt.
Az első világháborúban 647 ácsi lakos vett részt, közülük 215-en vesztették életüket.
Ács társadalmi élete a 19. század második felétől kezdve viszonylag aktív volt: 1873-ban megalakult az Olvasóegylet, 1911-ben a Gazdakör, 1926-ban a Levente Egyesület, 1933-ban a Hadigondozottak Szövetségének helyi egylete, 1934-ben az ortodox zsidó hitközség, 1935-ben az Iparoskör, 1950-ben pedig a Vadásztársaság. Az Ácsi Sportklub 1927-ben alakult. Az ácsi cukorgyár munkásai dalkört is létrehoztak. A helyi népkönyvtár 1927-ben alakult meg. Ács szőlőtermelői már a 19. századtól hegyközséggé szerveződtek.
1944 júniusában az ácsi zsidókat koncentrációs táborokba hurcolták el.
A második világháború frontja 1945. március 26-án vonult át a községen.
Ács 1950-ig a Gesztesi járáshoz tartozott, majd 1984-ig a Komáromi járáshoz.
A települést 1970. január 1-jén nagyközséggé nyilvánították.
Az első ácsi termelőszövetkezet 1952-ben alakult, majd 1956-ban újjáalakult Egyetértés néven. Csillapusztán 1949-ben létesült szövetkezet, mely 1978-ban egyesült az ácsival, ekkor 5228 hektáron gazdálkodott. 1960-ban cukorgyári célgazdaság, állami gazdaság, szeszgyár és malom is működött Ácson, és a cukorrépatermesztés mellett a len- és kendertermesztés is jelentős volt a település határában.
2001-ben volt a cukorgyár utolsó kampánya. A gyár bezárása jelentős visszaesést okozott Ács gazdaságában.
A 2000-es évek elejére befejeződött a szennyvízhálózat kiépítése és ezzel teljessé vált a közműellátottság.
Ács nagyközséget 2007. július 1-jei hatállyal várossá nyilvánították.

## Népesség
A település népességének alakulása:
| Lakosok száma | 6808 | 6768 | 6771 | 6944 | 6831 | 6857 | 6974 |
|               | 2013 | 2014 | 2015 | 2021 | 2022 | 2023 | 2024 |

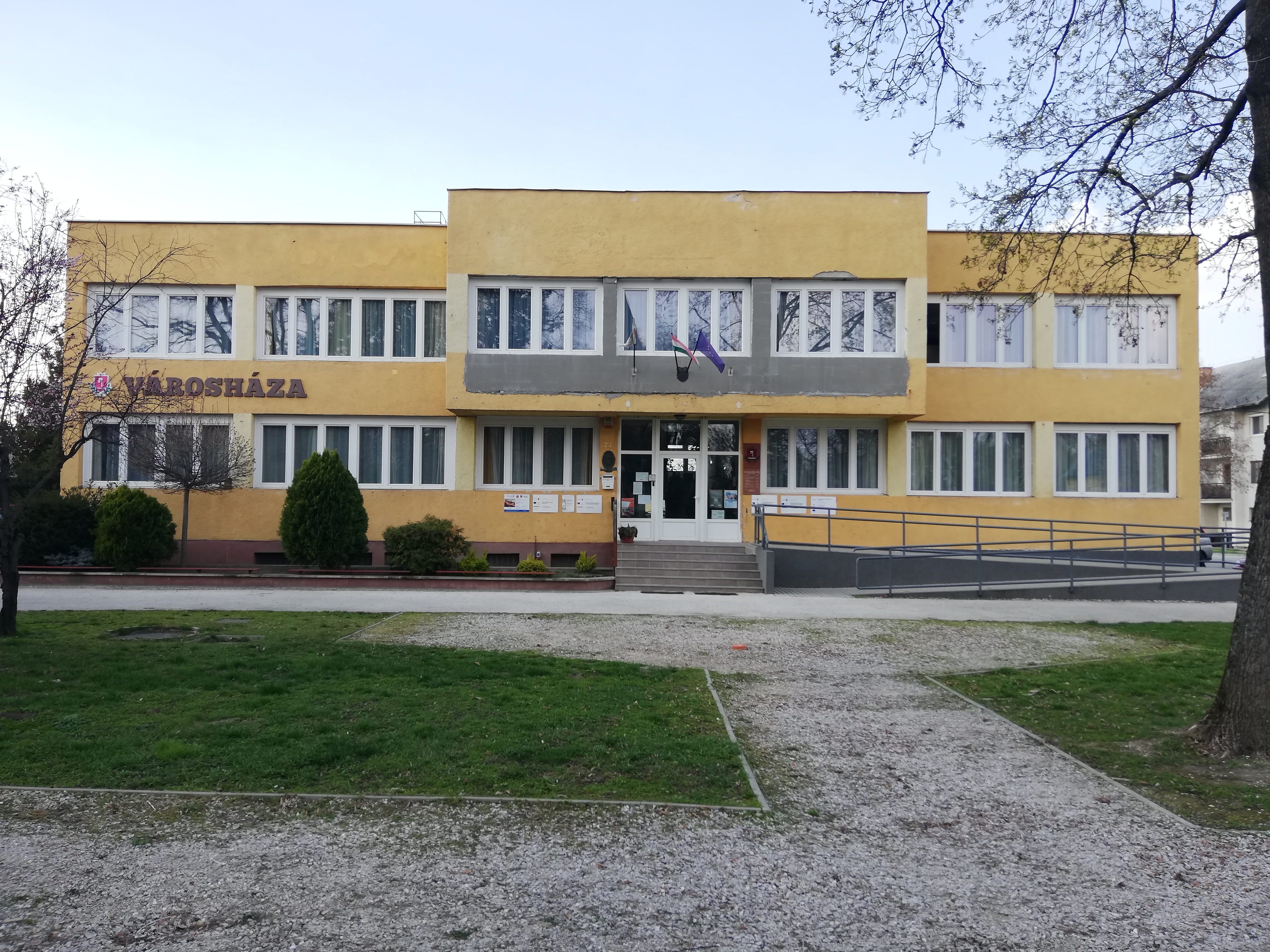
Városháza (2025)

2001. február 1-jén Ács lakónépessége még 7239 fő volt, lakásainak száma 2661. A lakosság 98 %-a vallotta magát magyar, 0,6 %-a cigány nemzetiségűnek. A lakosság 52 %-a római katolikus, 0,4 %-a görögkatolikus, 30,8 %-a református, 0,8 %-a evangélikus vallású volt; 0,8%-a más egyházhoz, felekezethez tartozott; 7,7 %-a nem tartozott egyházhoz vagy felekezethez.
A 2011-es népszámlálás során a lakosok 86,3%-a magyarnak, 1,1% cigánynak, 0,4% németnek, 0,2% szlováknak mondta magát (13,6% nem nyilatkozott; a kettős identitások miatt a végösszeg nagyobb lehet 100%-nál). A vallási megoszlás a következő volt: római katolikus 36,1%, református 22,3%, evangélikus 0,6%, görögkatolikus 0,2%, felekezeten kívüli 13,8% (26,2% nem nyilatkozott).
2022-ben a lakosság 89,9%-a vallotta magát magyarnak, 0,7% cigánynak, 0,4% németnek, 0,2% szlováknak, 0,1-0,1% görögnek, ukránnak és románnak, 1,7% egyéb, nem hazai nemzetiségűnek (10,1% nem nyilatkozott; a kettős identitások miatt a végösszeg nagyobb lehet 100%-nál). Vallásuk szerint 22,8% volt római katolikus, 19,7% református, 0,4% evangélikus, 0,2% görög katolikus, 0,1% ortodox, 0,6% egyéb keresztény, 0,9% egyéb katolikus, 15,6% felekezeten kívüli (39,6% nem válaszolt).

## Közélete

### Polgármesterei
- 1990–1994: Tóth Dezső (MDF)[13]
- 1994–1998: Péntek Lőrinc (független)[14]
- 1998–2002: Péntek Lőrinc (független)[15]
- 2002–2006: Csöbönyei Imre (független)[16]
- 2006–2010: Csöbönyei Imre (független)[17]
- 2010–2014: Lakatos Béla (Fidesz-KDNP)[18]
- 2014–2018: Lakatos Béla (Fidesz-KDNP)[19]
- 2018–2019: Dr. Szentirmai István (Fidesz-KDNP)[20]
- 2019–2024: Dr. Szentirmai István (Fidesz-KDNP)[21]
- 2024– : Dr. Szentirmai István (Fidesz-KDNP)[1]

A településen 2018. november 11-én időközi polgármester-választást tartottak, az előző polgármester lemondása miatt.
Az ácsi önkormányzat képviselő-testülete a polgármesterrel együtt 9 tagú. Az önkormányzat korábban 4 állandó bizottságot is működtetett; a 2019. őszi állapot szerint a bizottságok száma három.

### Címere
Ács címere álló, kerekített oldalú, hegyes talpú pajzs, melynek piros mezejében ezüst ácsszekerce utal a város névadóira. A szekerce alatti fehér hullámvonal a Dunára utal, míg a címert alulról körbevevő tölgyfaágak az Ácsi-erdőt jelképezik. Az ágak záródásában az 1138-as évszám az első írásos említés dátuma, a pajzs tetején pedig a város neve olvasható.

## Oktatás, kultúra

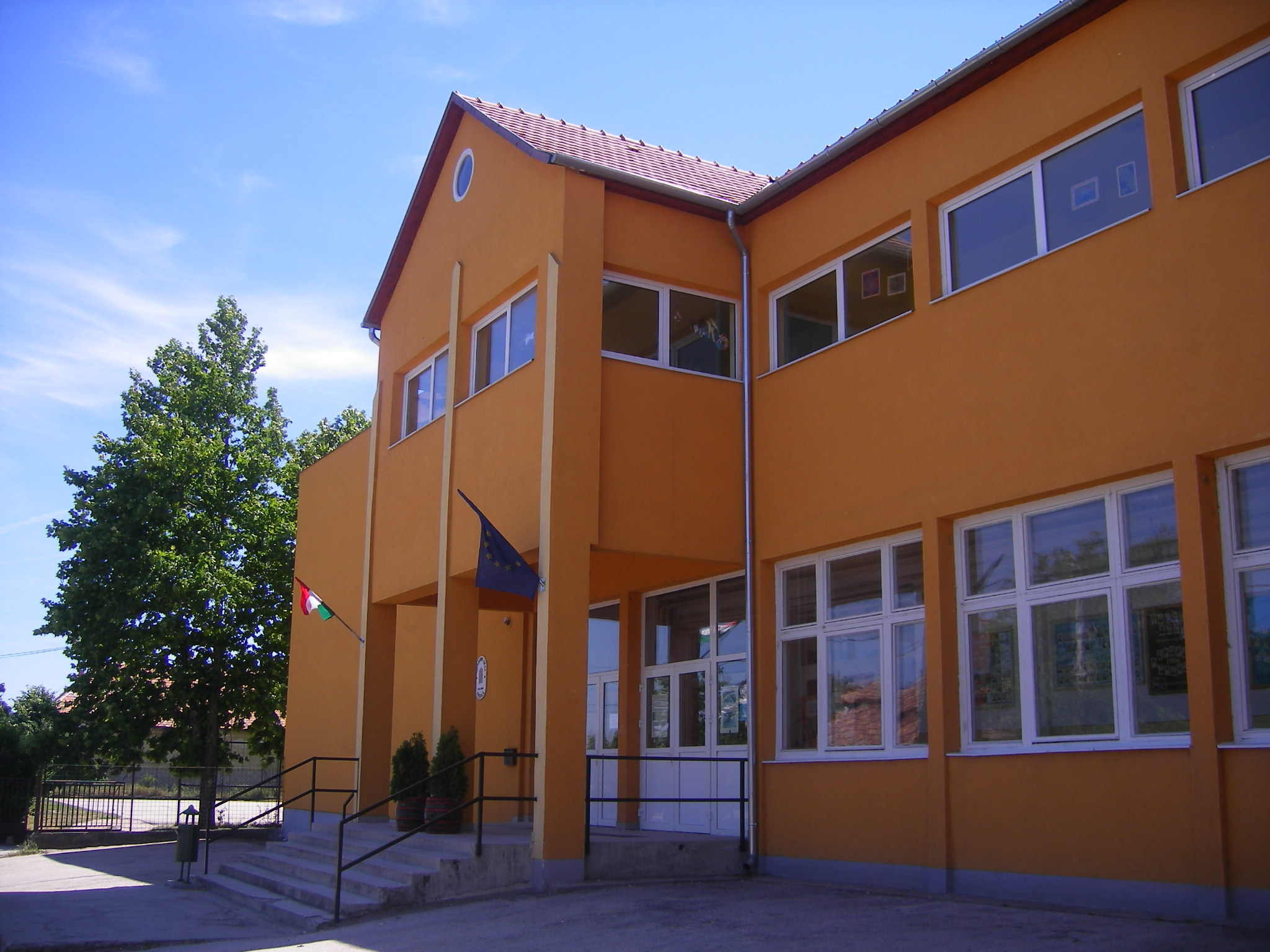
A Gárdonyi Géza Általános Iskola

A városban az alapfokú oktatás közel 400 éves múltra tekint vissza.
Az ácsi oktatási-nevelési intézmények két-két telephelyen, korszerű feltételeket biztosítanak az újabb és újabb generációknak. Az Ácsi Gárdonyi Géza Általános Iskola és az Ácsi Bóbita Óvoda dolgozóinak felkészültsége és elhivatottsága lehetővé teszi, hogy a gyerekek jó és barátságos környezetben tanuljanak.
- A Jókai Mór Általános Iskola 1958 óta működik a pénzásási városrészben. 1967-ben vált önálló nyolcosztályos iskolává. 1992-ben vette fel Jókai Mór nevét.

### Kultúra, művelődés
A XVII. század végén barokk stílusban épült Esterházy-, majd később a Zichy család birtokába került kastély a város központjában található. A kastély épülete napjainkban a Bartók Béla Művelődési Háznak, a Sméja Galériának és a Városi Könyvtárnak ad otthont.
A napóleoni háborúk idején, 1809. június 15. és július 2-a között itt volt a francia sereg keleti főhadiszállása.A helyi legenda szerint itt alakították ki azt a főhadiszállást is, ahol Haynau aláírta az aradi vértanúk kivégzéséről szóló parancsot. Az épületet a II. világháborút követően államosították, majd 1955-ben itt nyílt meg a kultúrház.
A kastélypark a nagyobb rendezvényeknek ad otthont, például az Ácsi Városi Vigasságoknak és az Ácsi Adventnek.
A város szívében, a Zichy-kastély parkjában áll a település egyik legidősebb lakója, a Mesefa. Az ifj. Eszterházy Ferenc által 1799-ben ültetett afrikai kőris a város különleges értéke. Tiszteletére indul útjára a minden évben megrendezett Mesék hete elnevezésű programsorozat, hogy a mese soha ne vesszen ki a kicsik és nagyok mindennapjaiból. E bölcs, és bizonyára sok történetet hallott Mesefa mára méltán népszerű esküvői helyszínné is vált. Az ácsiak arra is büszkék, hogy a fa harmadik helyezést ért el az országos "Az év fája" versenyen.

### Kiállítások
A Bagolyvár 1858-ben épült, korábban két tantermes elemi iskolaként működött. Elnevezésével kapcsolatban két monda maradt fenn: az egyik szerint a padlásán fészkelő bagolypárról kapta a nevét, a másik szerint – mely valószínűbb – elnevezése a tudást jelképező bölcs bagoly szimbólumára vezethető vissza.
Az épületben található Kossuth-szoba anyagát az Ácsi Kossuth Lajos Asztaltársaság gondozza. A társaság célja Kossuth Lajos emlékének ápolása és az ifjúság megismertetése Kossuth eszmeiségével.
Említésre méltó az épületben helyet kapó cukorgyári emlékkiállítás, mely a Magyarországon valaha létesült cukorgyárak közül az első, az Ácsi Cukorgyár történetét dolgozza fel. Patzenhofer Konrád 1871-ben alapította meg az ácsi cukorgyárat, amelyben 130 évig folyt termelői tevékenység. Az Ácsi Cukorgyár a település látképének meghatározó jelképe és gazdasági egysége volt. A privatizáció során 1995-ben összevonták négy másik cukorgyárral, majd nem sokkal később, 2001.december 31-én végleg bezárták. Bezárását követően a gyár dolgozói létrehoztak egy alapítványt, és e kiállítás keretében igyekeznek megőrizni és bemutatni a gyár tárgyi emlékeit az utókor számára.

### Érdekesség
- A városban alakult a Gütyül Gang (vagy Gütyüli Gang) nevű, helyi fiatalokból szerveződött rapzenekar.[25]

## Gazdaság

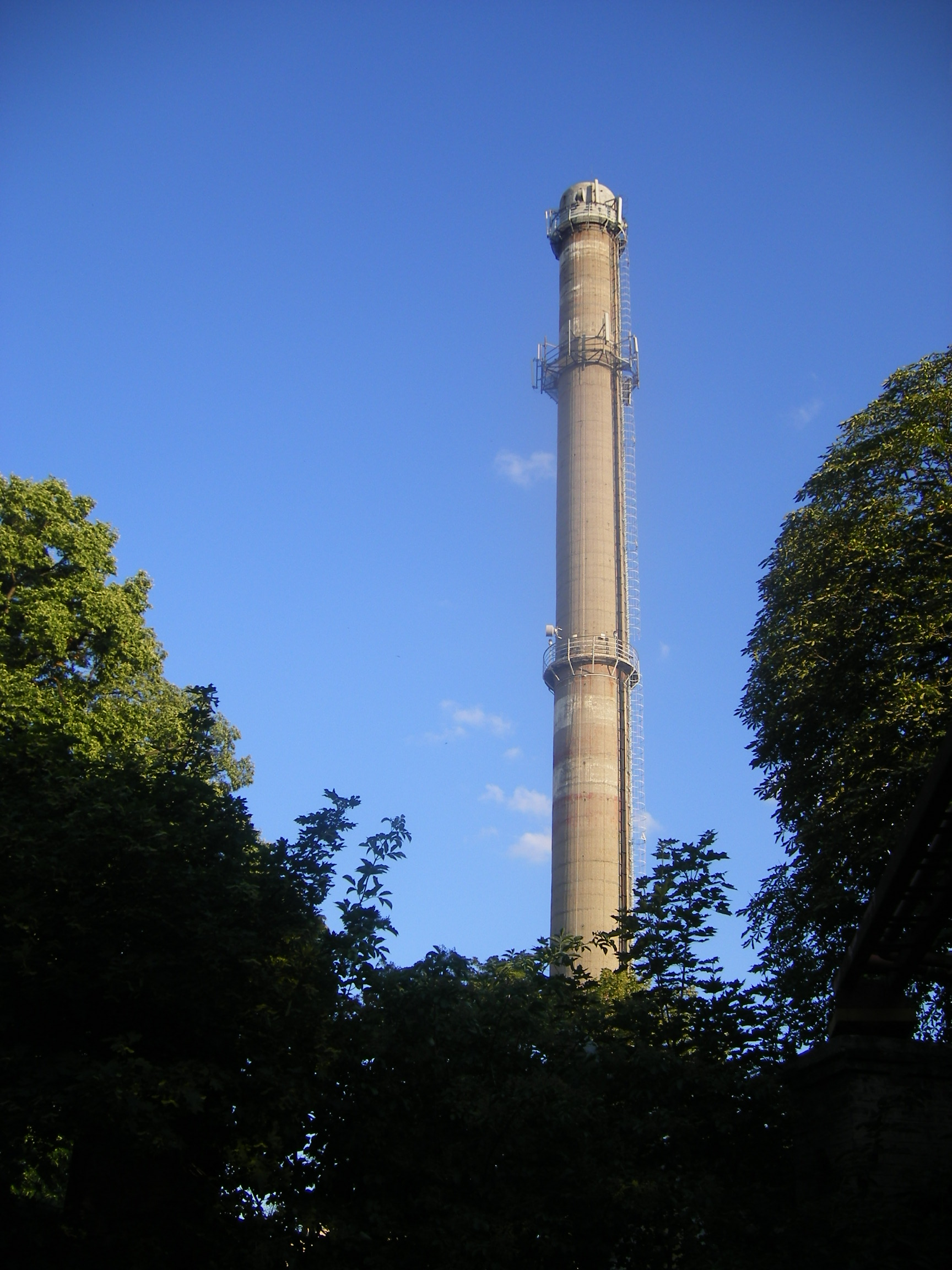
Az egykori cukorgyár kéménye

Ács meghatározó gazdasági egysége a cukorgyár volt, melyet 1995-ben privatizáltak és Magyar Cukor Rt. néven összevontak 4 másik cukorgyárral, majd 2000. december 31-i hatállyal bezártak.
A gyár bezárása után a legfontosabb üzem a városban egy tojáscsomagoló-anyagokat gyártó vállalat (Hartmann Kft).
2006-ban a vasútvonalhoz iparvágánnyal kapcsolódó 44 hektáros területen ipari parkot adtak át.
Jelentős az ingázás, a dolgozók főként Komáromba és Győrbe járnak el Ácsról.
Ácstól délre, az M1-es autópálya két oldalán 2008 szeptemberében szélerőmű-park építése kezdődött. Az első, 100 méter magas, 2 MW teljesítményű szélturbinát 2008 decemberében állították fel.
Az ácsi mezőgazdasági szövetkezetet 1992-ben privatizálták; több kft alakult belőle. A megmaradt szövetkezet  mintegy 1800 hektáron gazdálkodik.
További mezőgazdasági vállalat a településen a főként sertéstenyésztéssel foglalkozó Fiorács Kft. A Bábolnára vezető út mentén 4 baromfitelep is található, amelyeken a Táp Kft. pulykatenyésztéssel foglalkozik. A Leier Kft. gép- és formagyártó üzeme (alkatrészgyár) szintén a bábolnai út mentén található.
Az idegenforgalmat két kemping szolgálja a Duna-part közelében. Az Ácsi-erdőben, a  város közelében (de már Komárom területén) működik az 1-es főút mellett az Erdőcsárda. A 3,9 hektáros Malom-tó, mely nevét egy régi vízimalomról kapta, kedvelt horgászhely (ponty, amúr, süllő).

## Nevezetességei

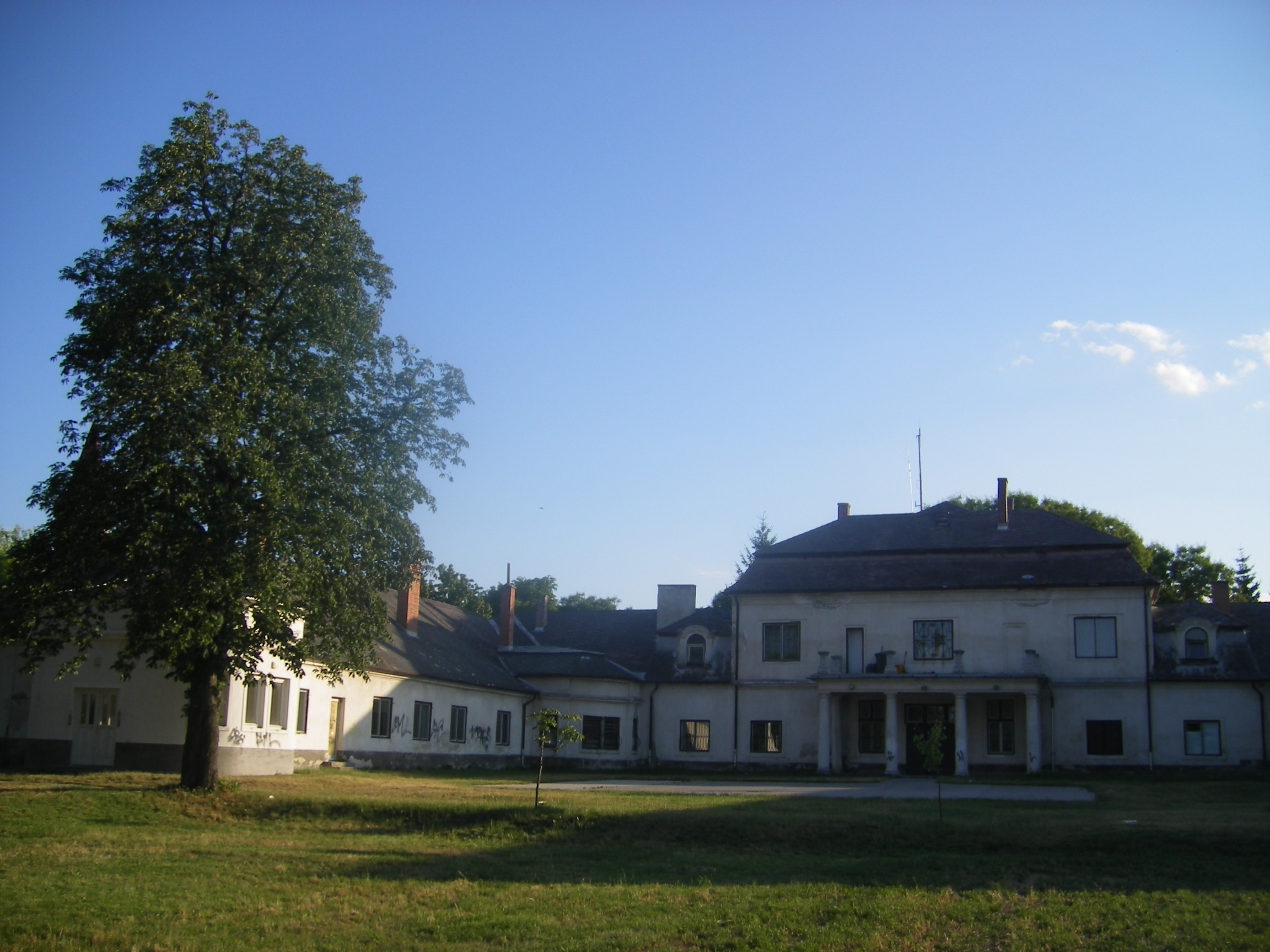
A Zichy-kastély

- Református templomát a 13. századi templom helyén emelték 1644-ben, majd újjáépítették barokk stílusban 1802-ben.
- Római katolikus temploma 1840-ben épült klasszicista stílusban. Egyik oltárképe (Friedrich Schildner alkotása) és harangja a kamalduli szerzetesek majki kolostorából származik. A szentélyben négy értékes rokokó pad található.
- Kastélyok, kúriák:
  - Az Esterházy–Liechtenstein–Zichy-kastély a 17. század végén épült, eredetileg az Esterházyak tulajdonában volt. Ma művelődési ház és a városi könyvtár működik benne.
  - Solymossy-kúria (klasszicista stílusú).
  - Degenfeld-Schonburg-kastély Concóháton - 1872-ben épült, romos állapotban van.
  - Ernőmajoron fennmaradt egy kisebb Zichy-kúria.[29]
- Az első világháború áldozatainak emlékműve Lukácsy Lajos alkotása.
- Kossuth Lajos egész alakos bronzszobrát (Nagy Benedek alkotása) 2009. március 15-én avatták fel.[30]
- A második világháború áldozatainak emlékkeresztjét 1991-ben állították fel a katolikus templom mellett.
- Korotnoki Dániel, a komáromi csatában elesett kisdobos síremléke.
- Az 1848-as forradalom emlékművét 1948-ban állították
- A város természeti értékei közül említést érdemel a Concó-patak hídjánál álló négy kocsányos tölgy, melyeket 1896-ban ültettek a millennium emlékére. A 25-30 méter magas fákat Hétvezér-facsoport néven ismerik. A nagyigmándi út mentén álló törökmogyoró-fasort az 1950-es években telepítették. A concóparti kastély romjai mellett található az egykori kastélypark maradványa - nyárfákból, feketefenyőkből, hegyi juharokból és kocsányos tölgyekből alkotott fagyűjtemény.
- "Mesefa" -  Az ifj. Eszterházy Ferenc által 1799-ben ültetett afrikai kőris a város egyik különleges értéke, a Zichy kastély parkjában található.
- Csillapusztán 70 C°-os termálvizet kibocsátó kút található, melynek vizét egyelőre csak üvegházak fűtésére használják.
- A fövenyes Duna-part az amatőr aranymosók kedvelt helye, a 20. század elejéig Ácson (és a szomszédos Csallóközaranyoson) számottevő aranymosás folyt.

## Képtár

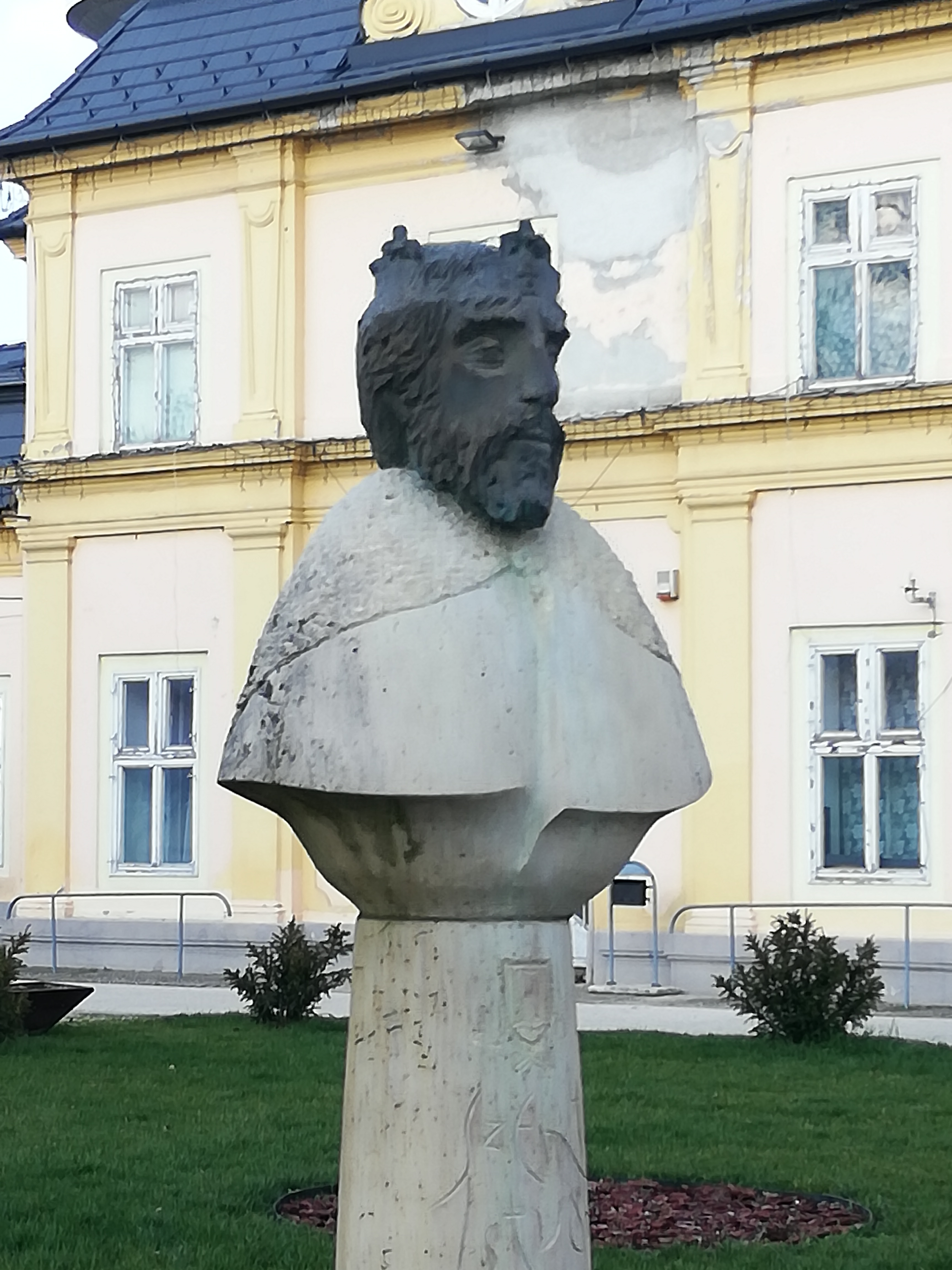
Szent István mellszobra a művelődési ház előtt
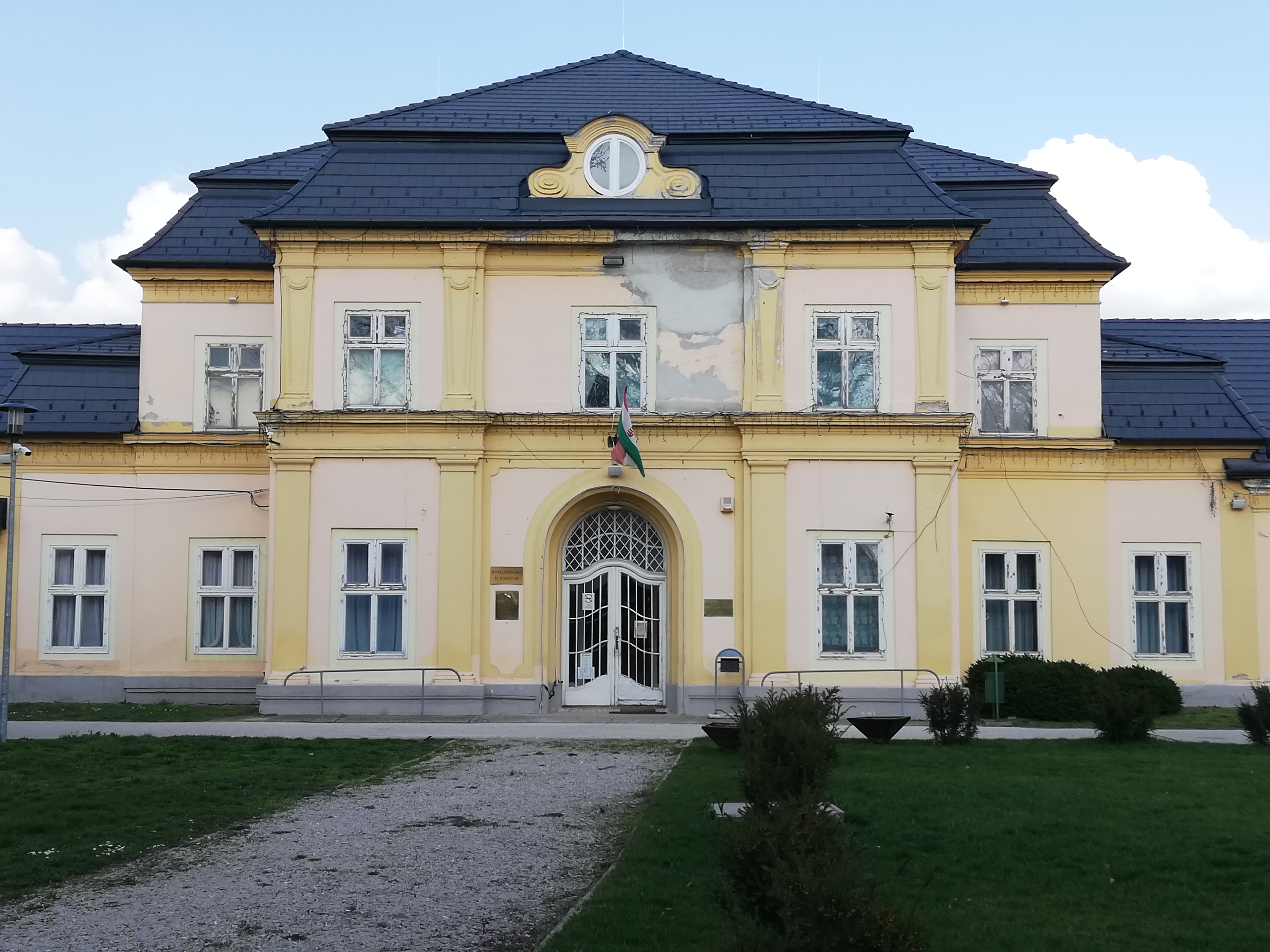
Művelődési ház (Zichy kastély)
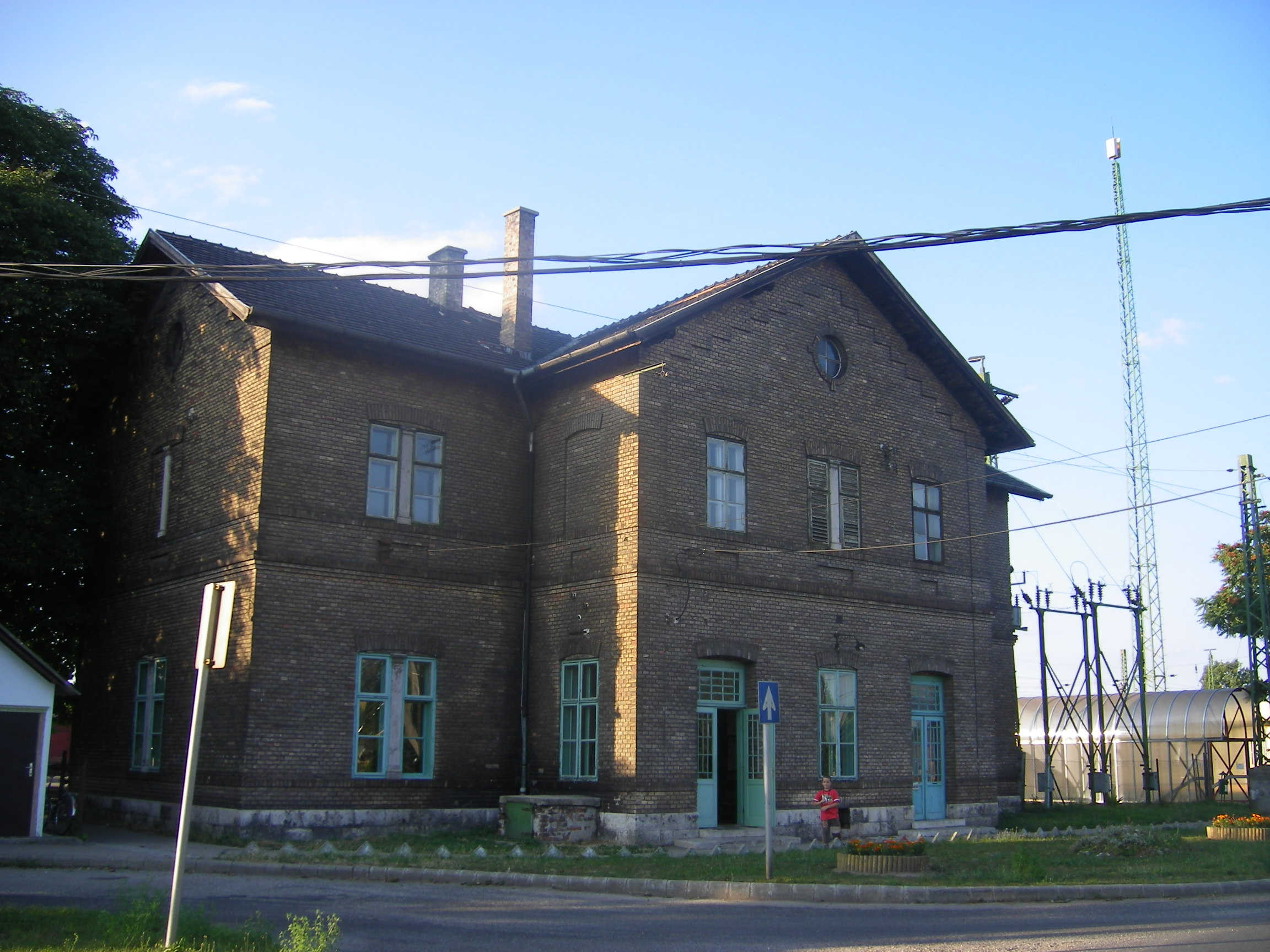
Vasútállomás
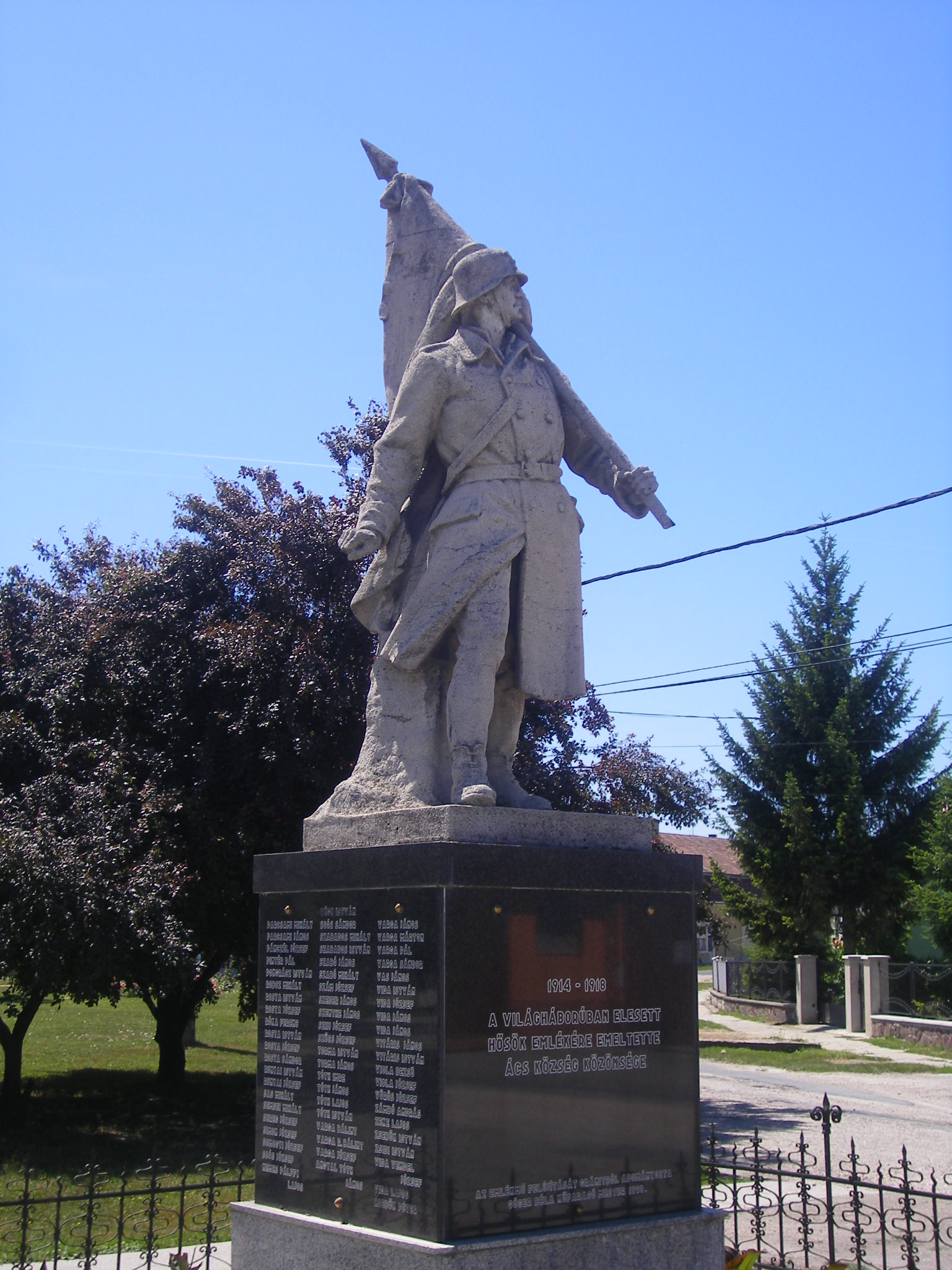
Az első világháború áldozatainak emlékműve
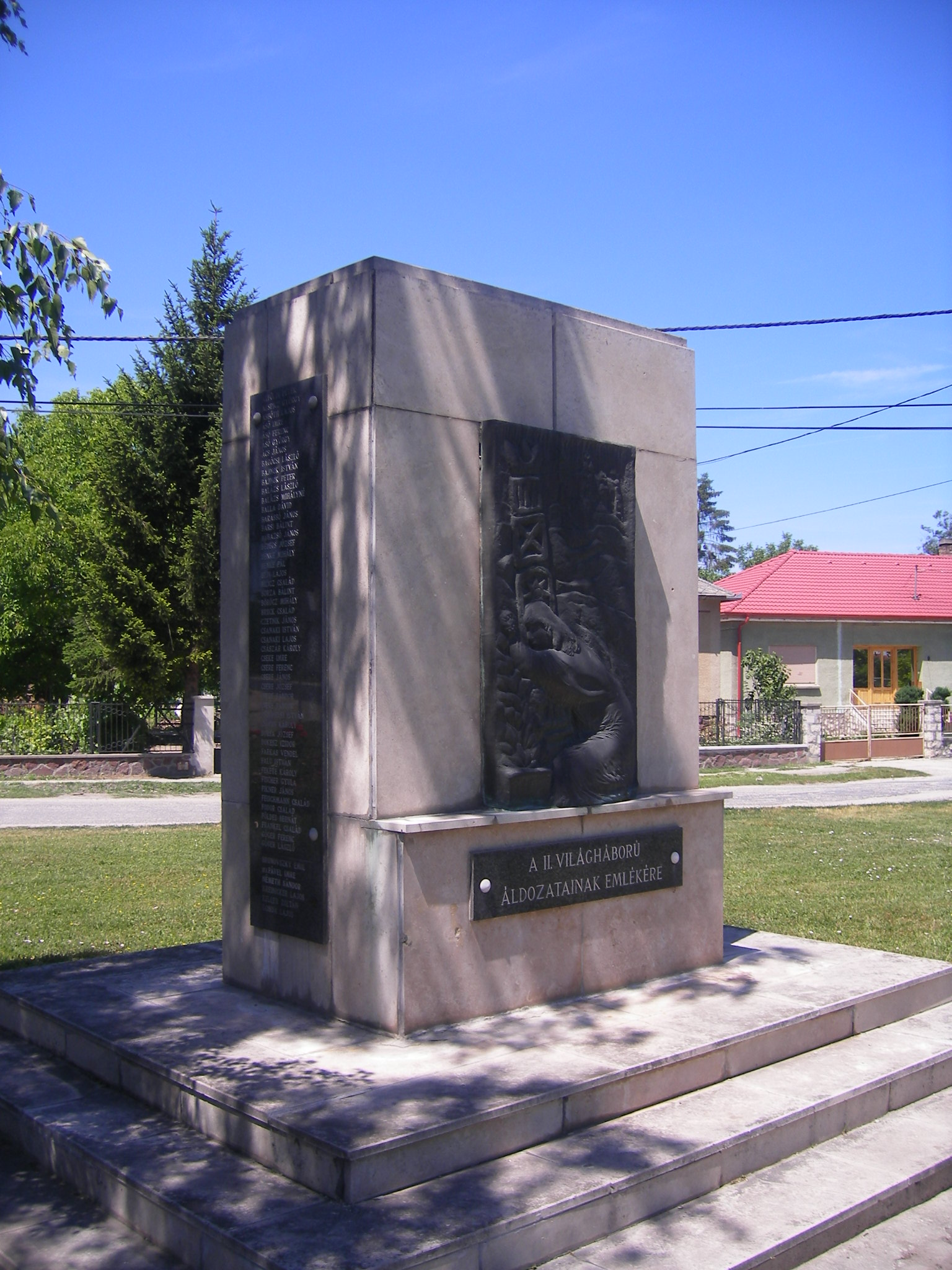
A második világháború áldozatainak emlékműve
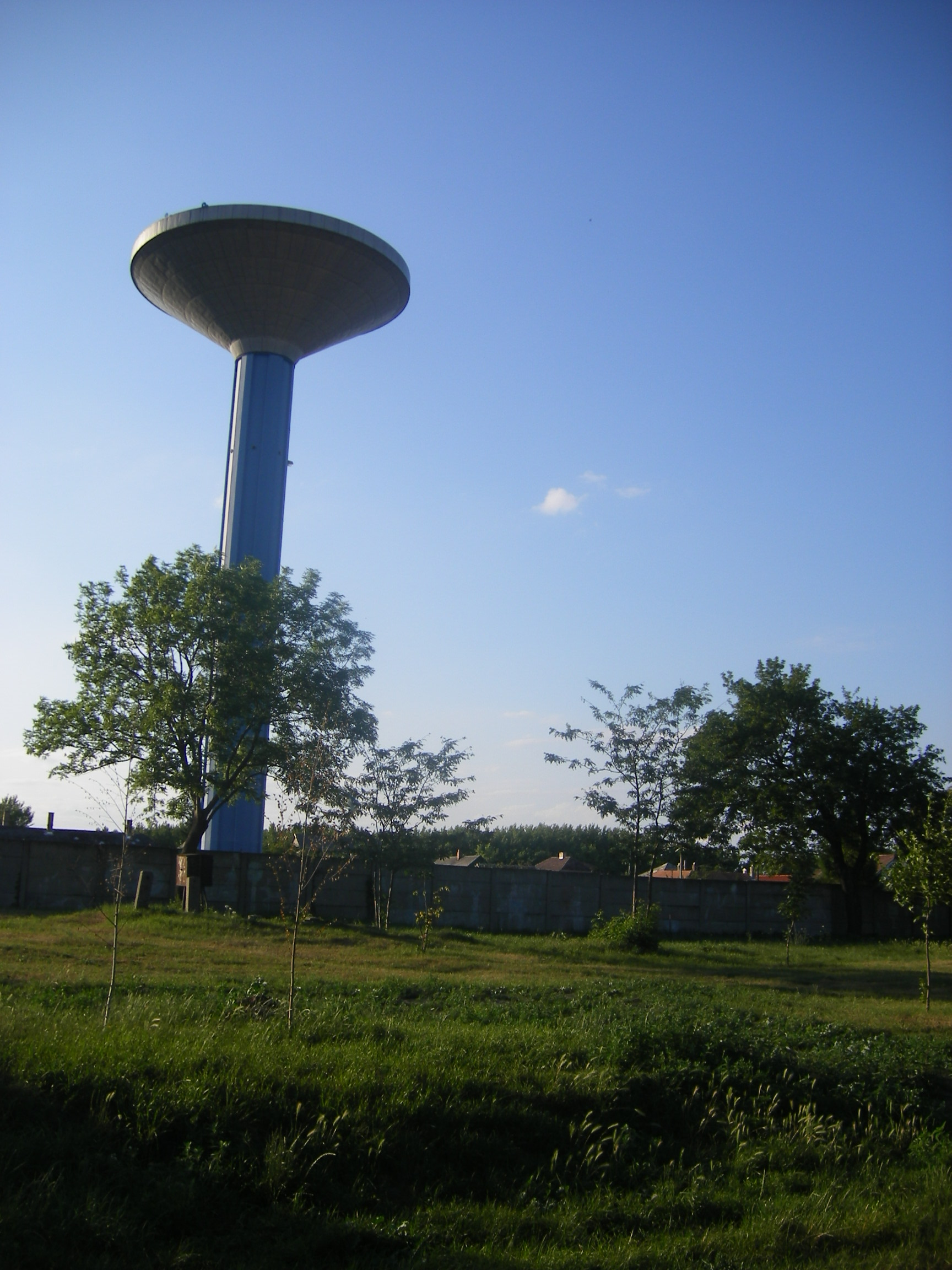
Víztorony és a Zichy-park
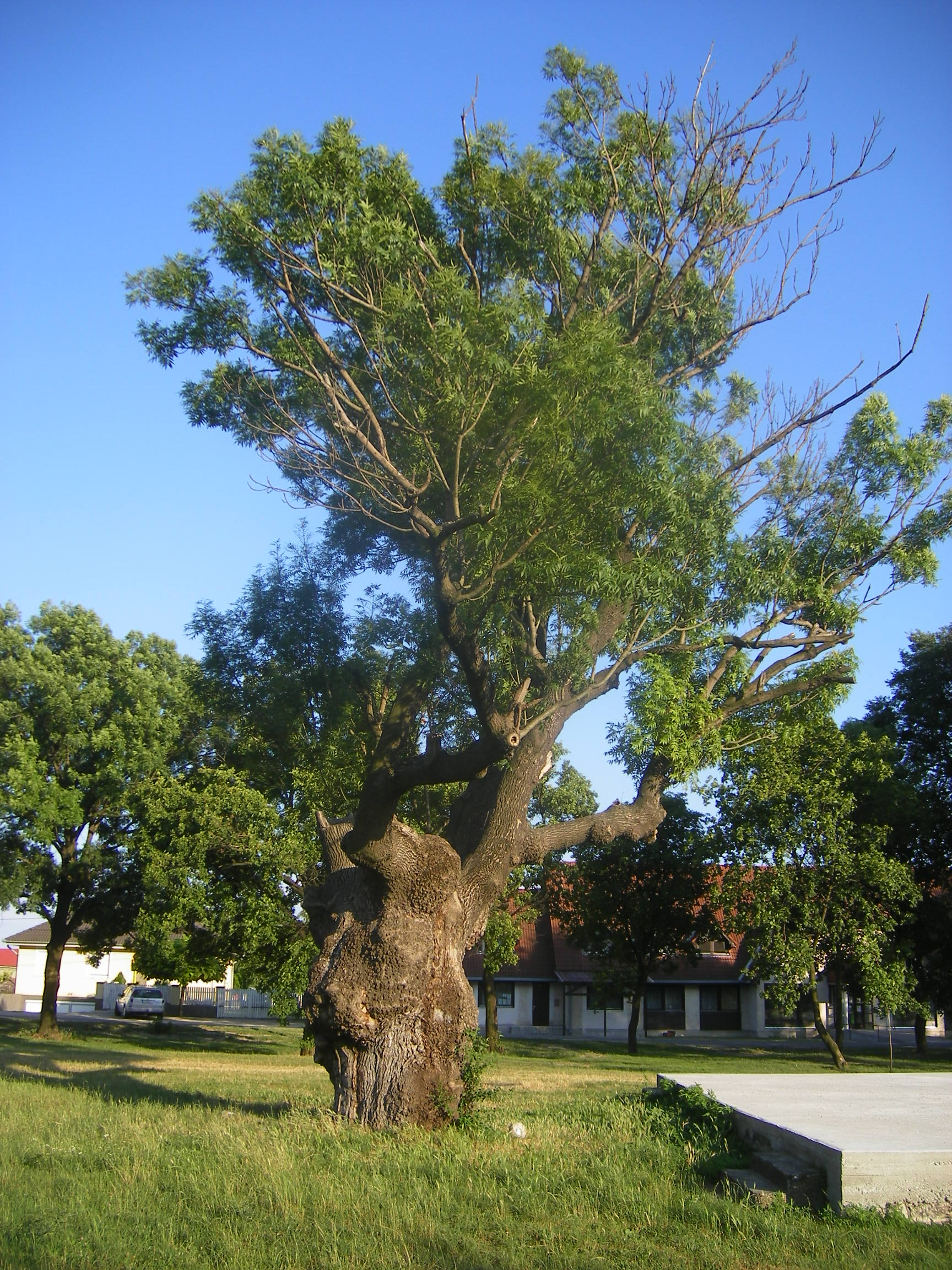
Zichy-park - a kétszáz éves "Mesefa"
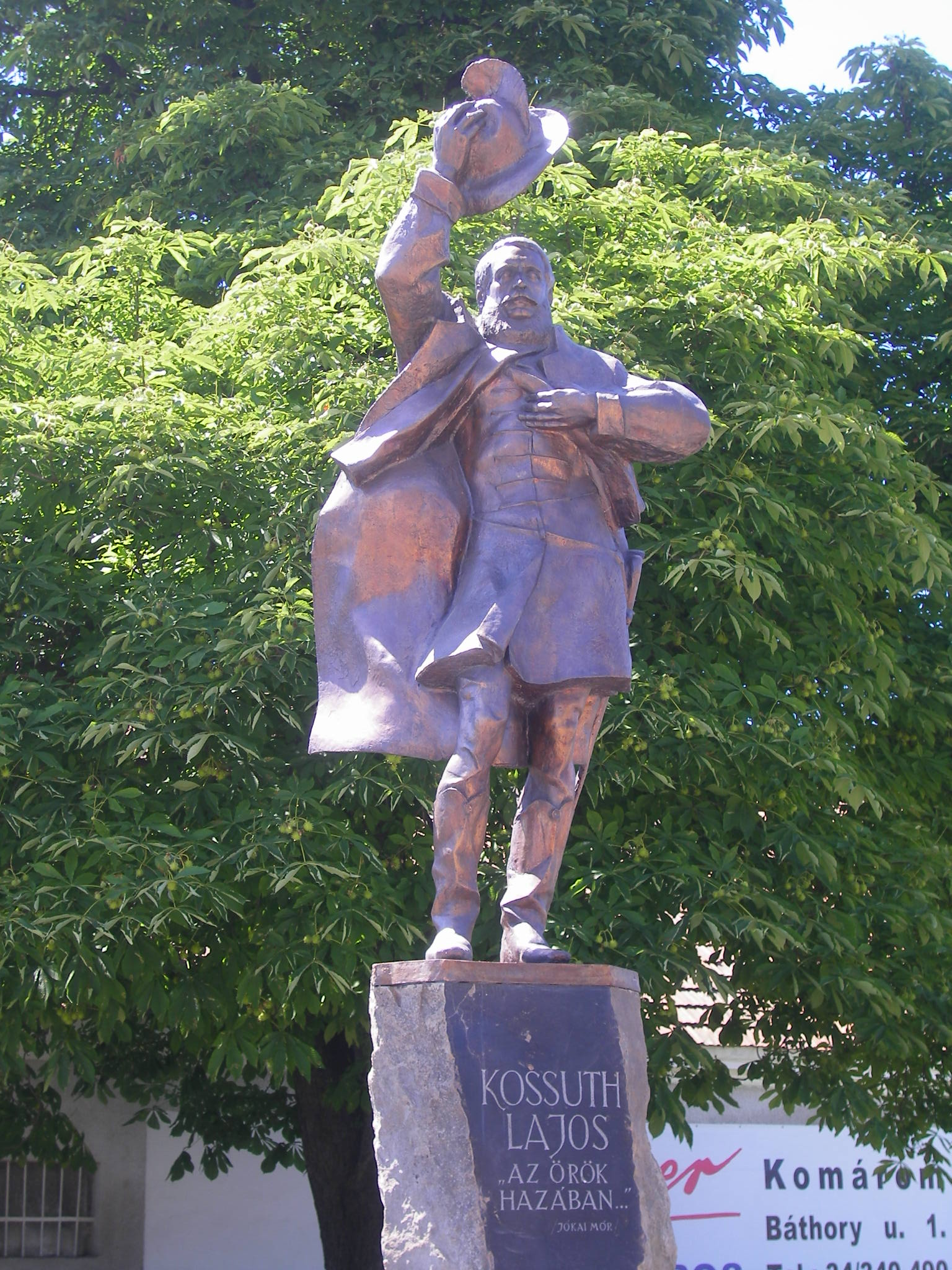
Kossuth Lajos-szobor
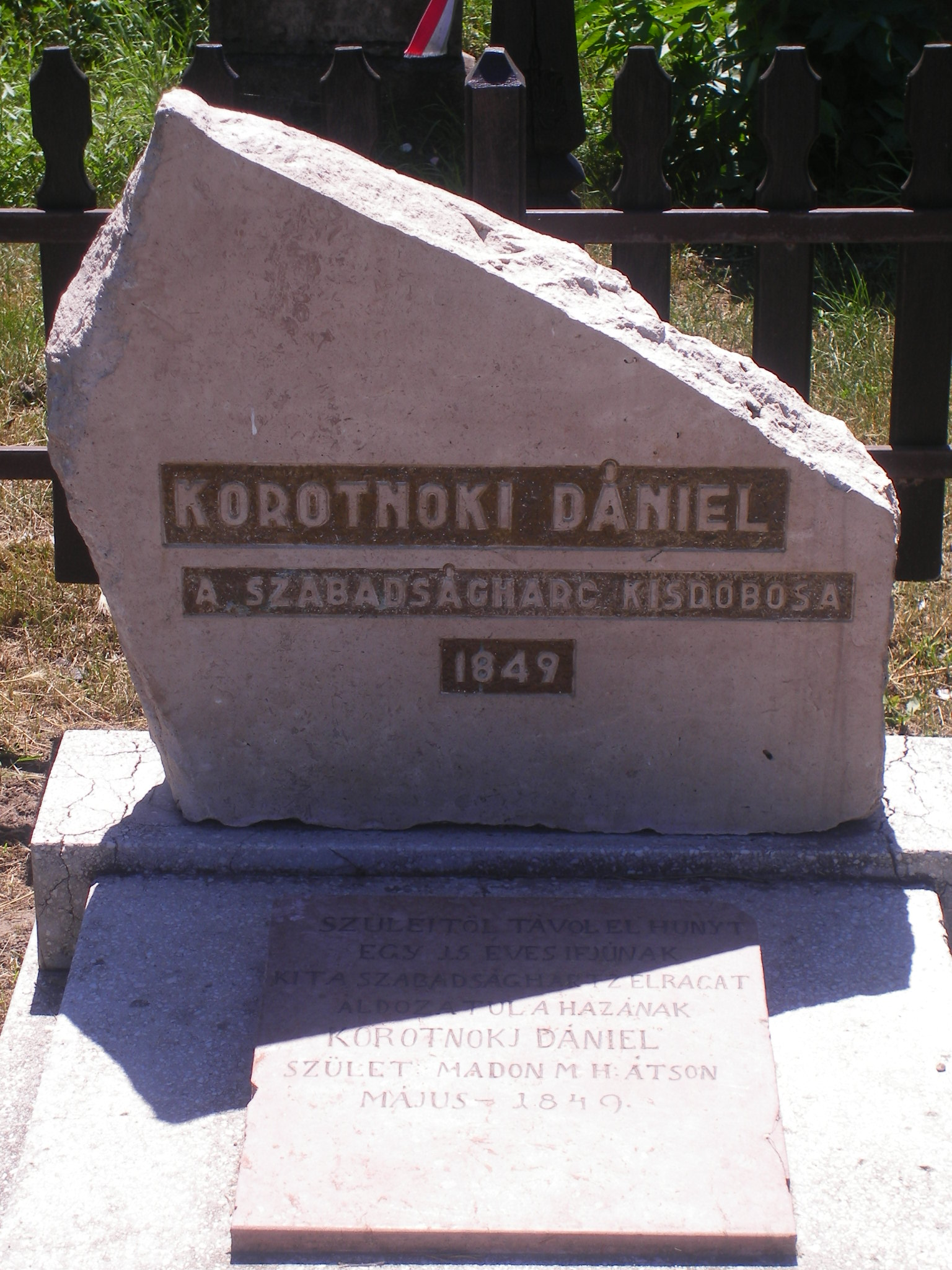
Korotnoki Dániel síremléke
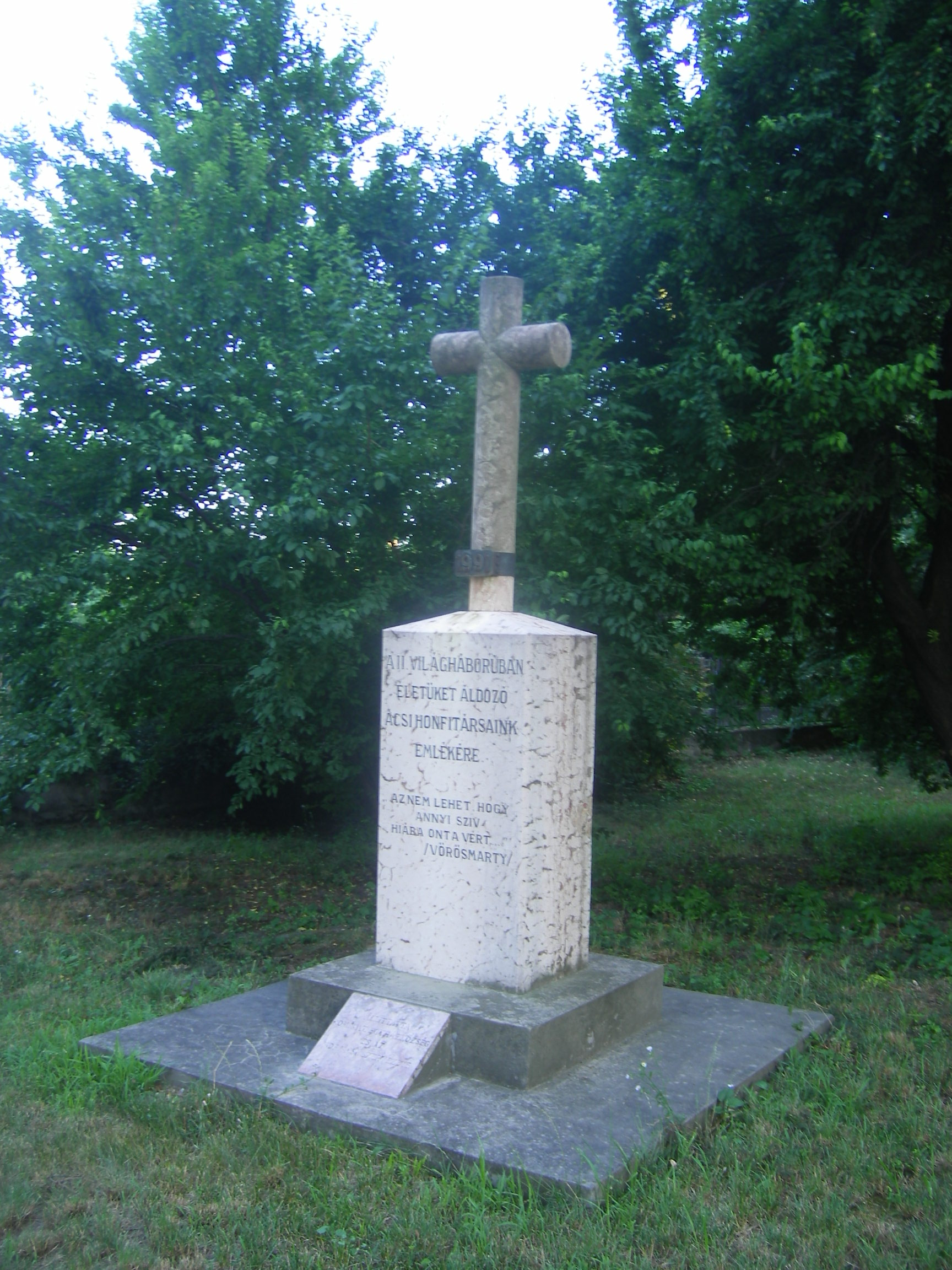
Emlékkereszt a katolikus templom mellett
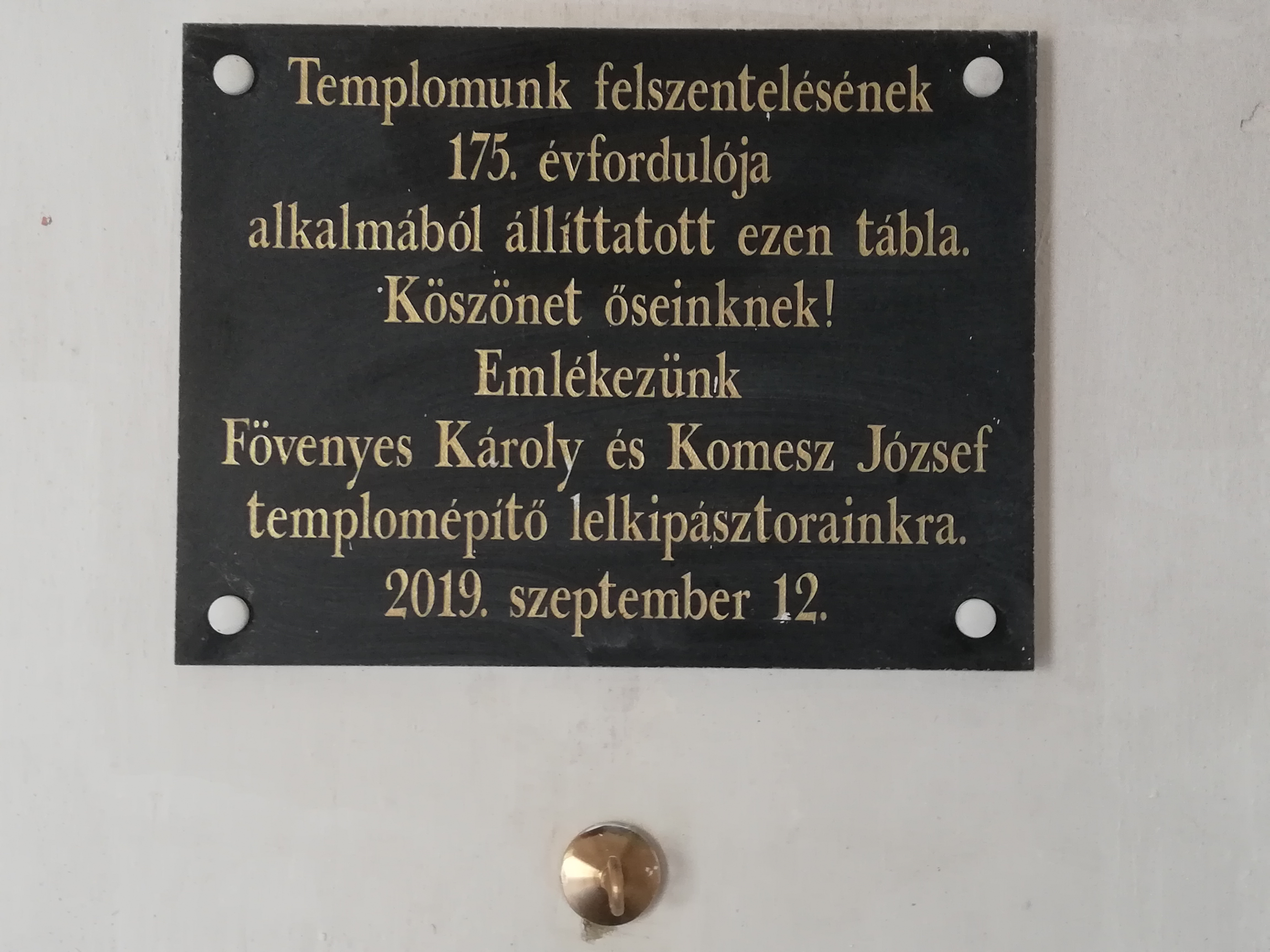
Hajdani lelkipásztorok emléktáblája
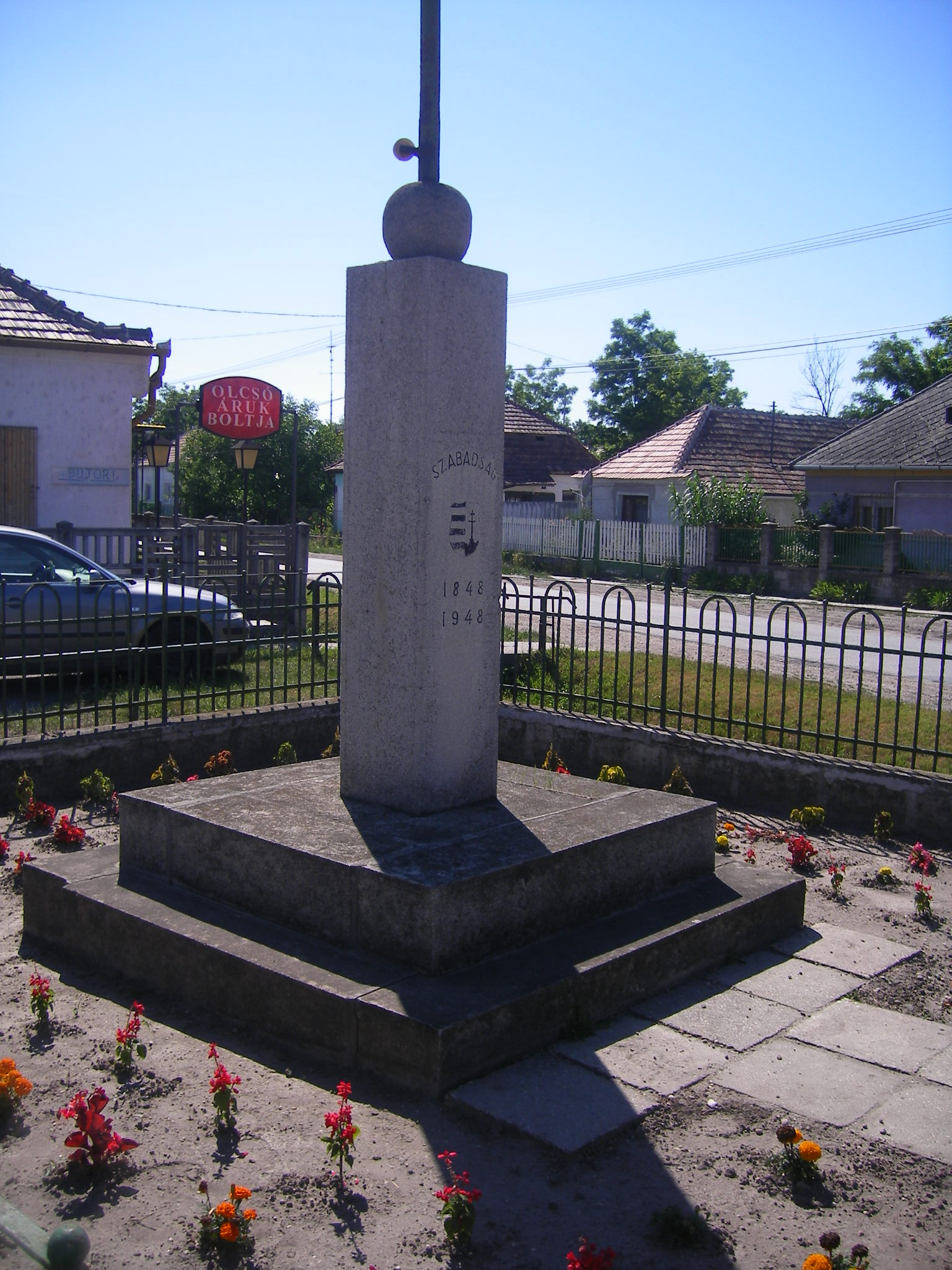
1848-as emlékmű
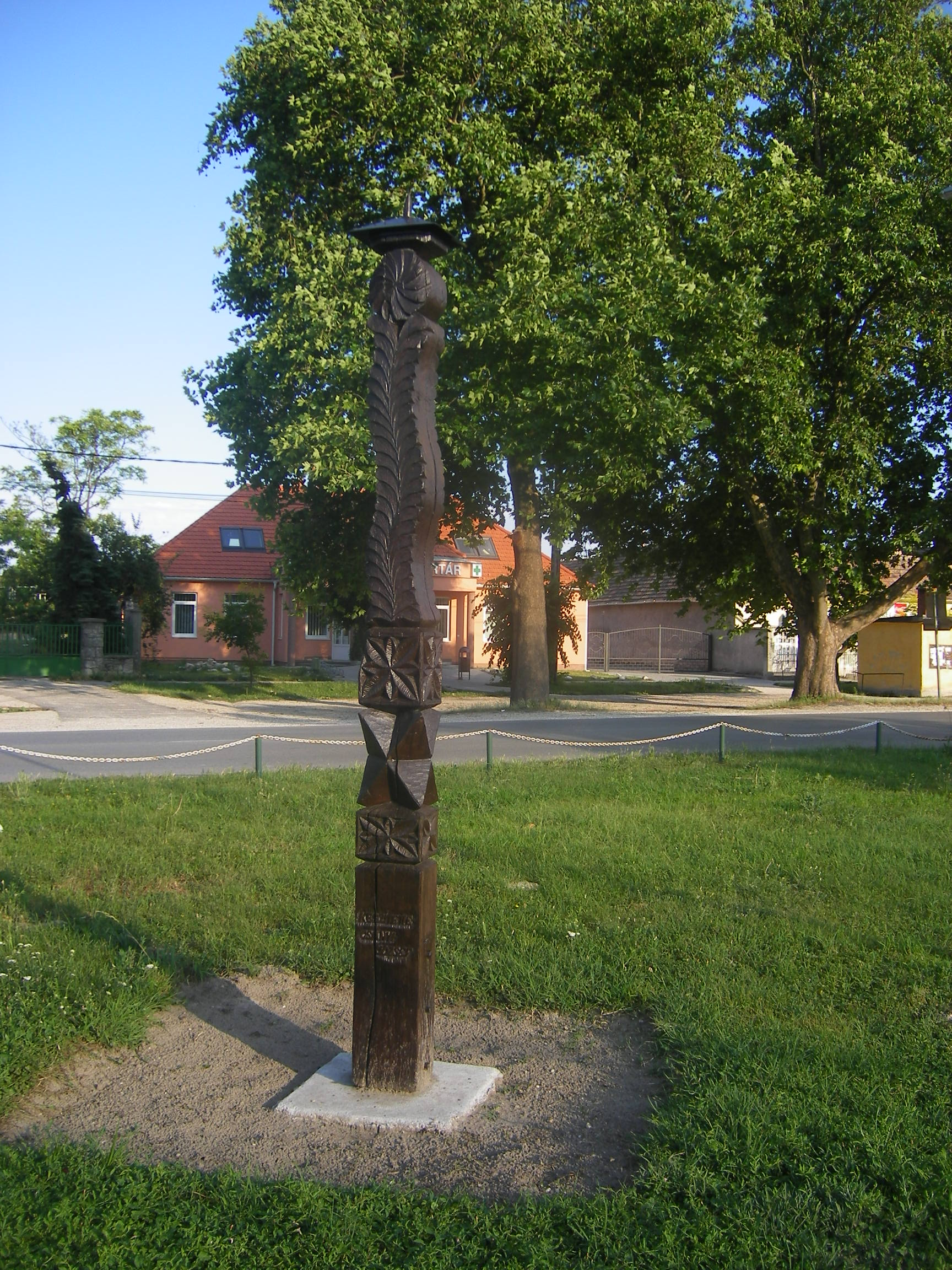
Kopjafa
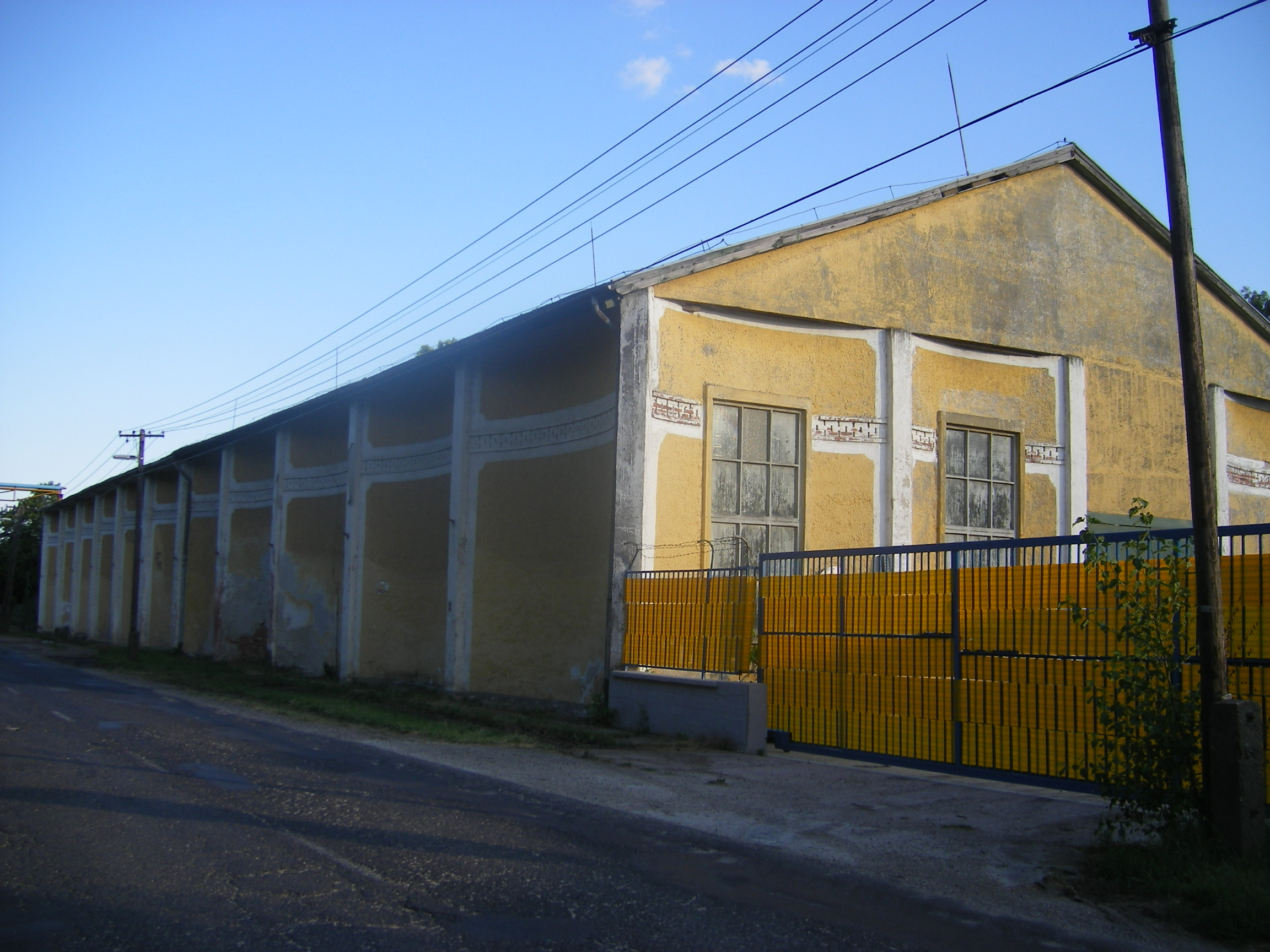
A volt cukorgyár egyik épülete
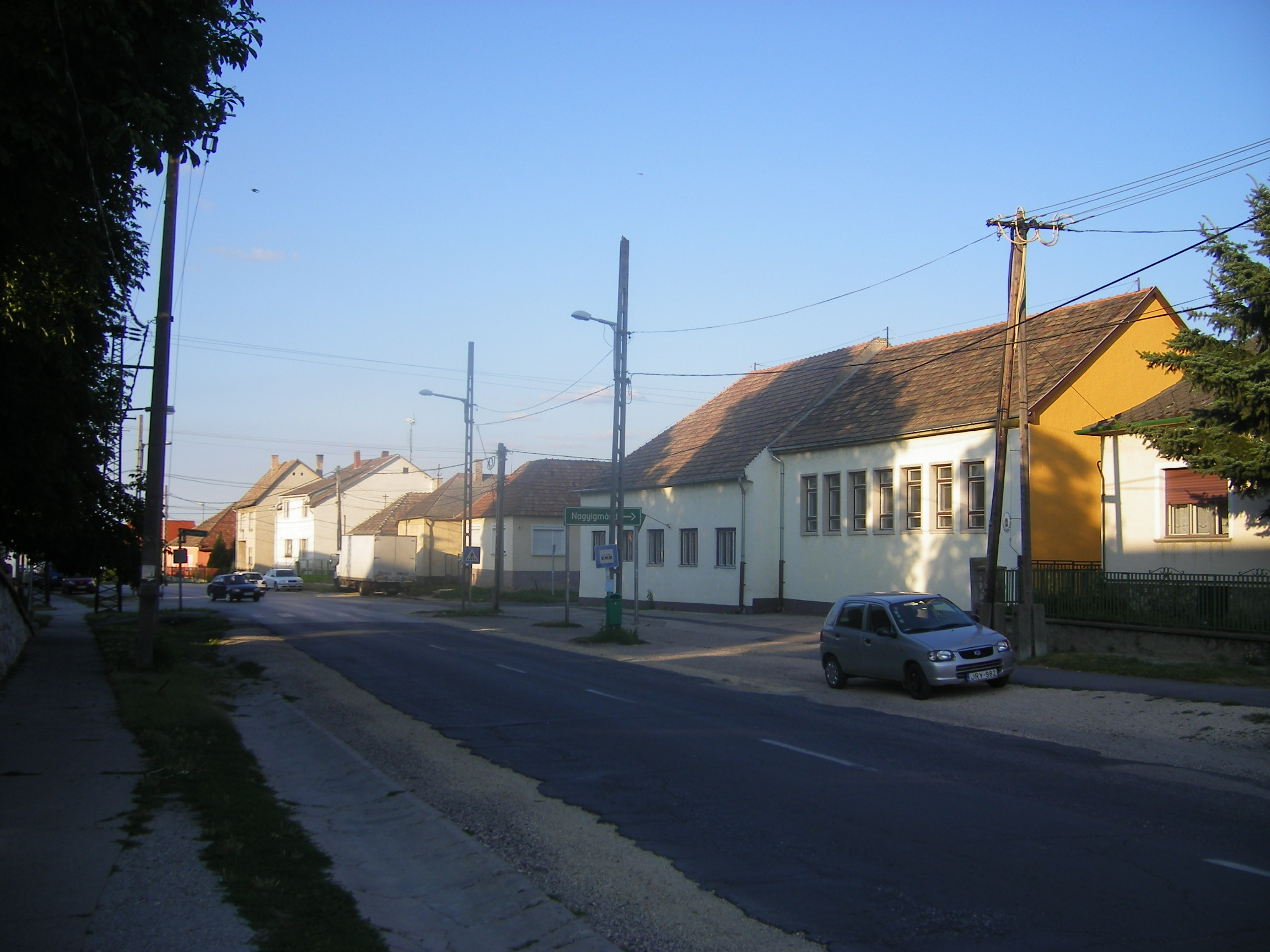
A Fő utca (8151-es út) a 8147-es út betorkollásánál, délnyugat felől nézve
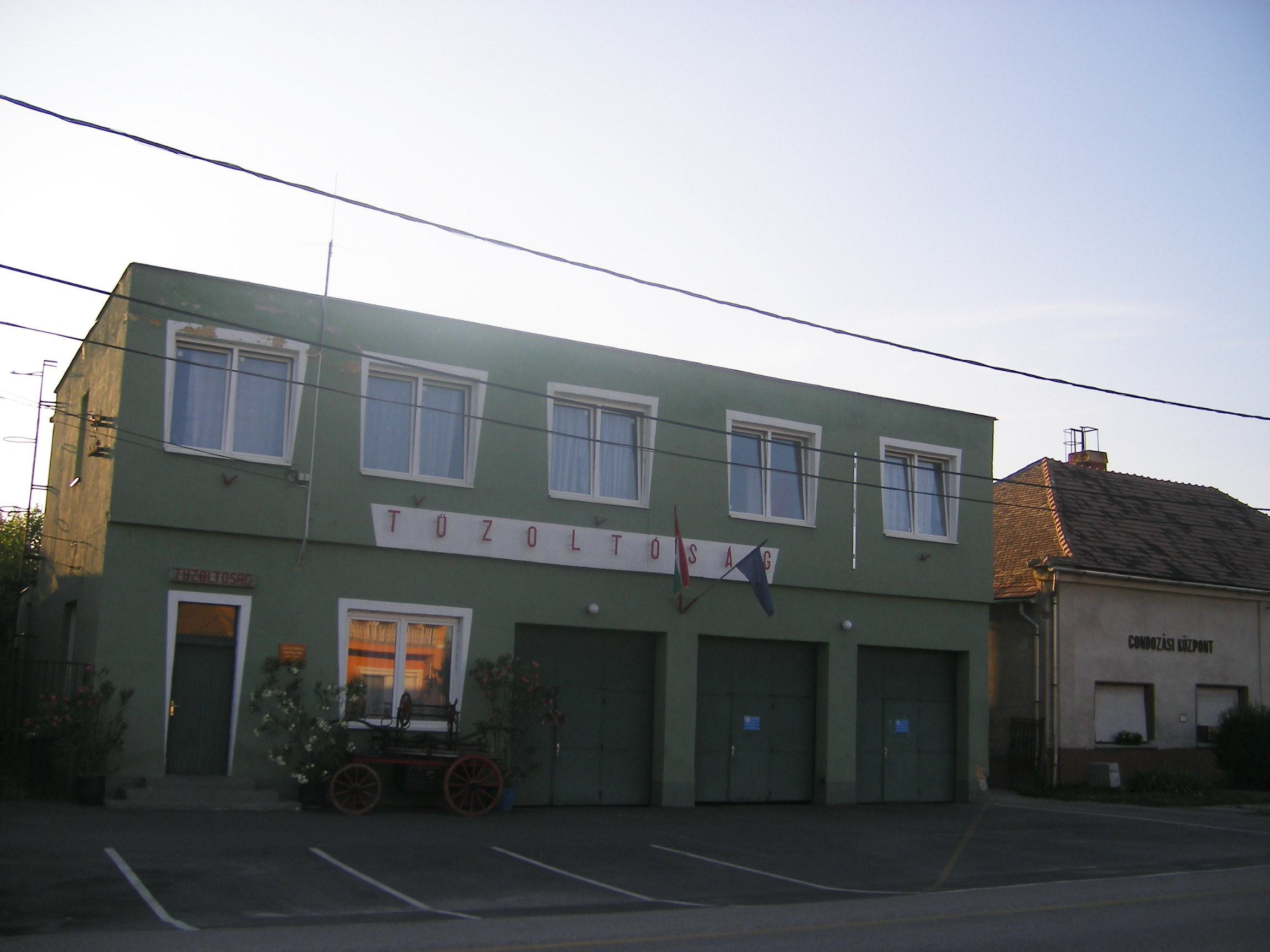
A tűzoltóság épülete
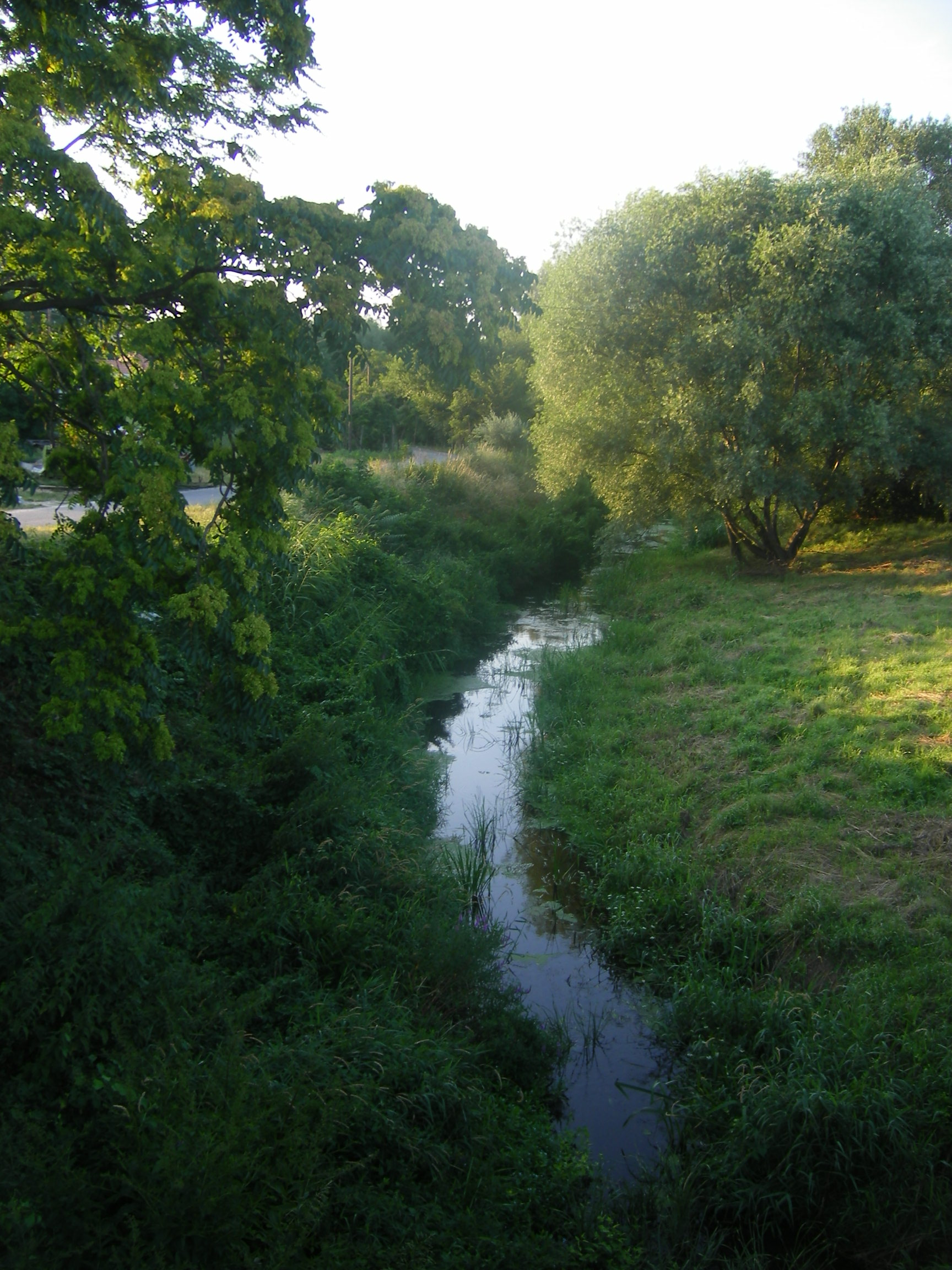
A Concó-patak Ácson
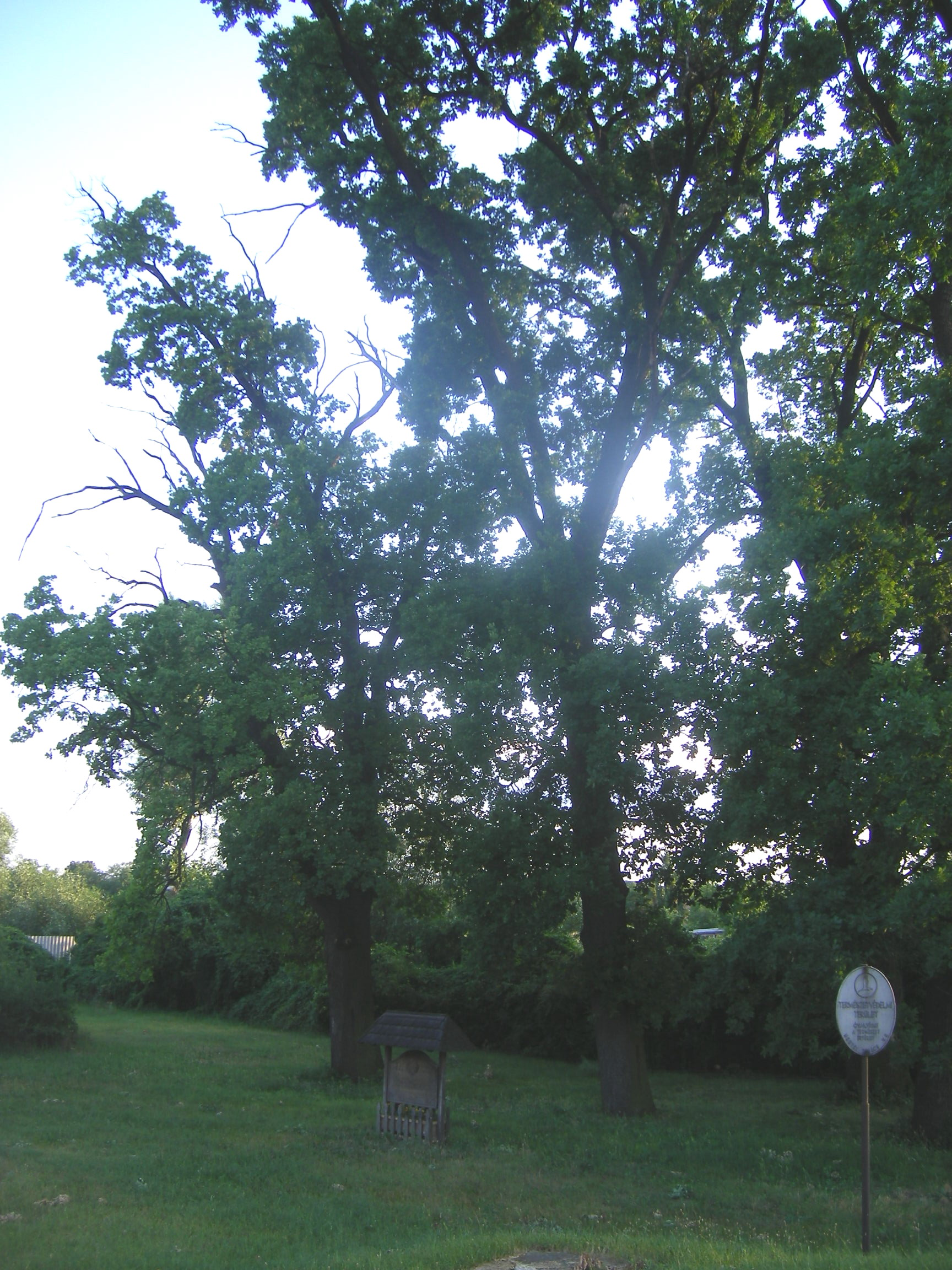
Hétvezér-facsoport
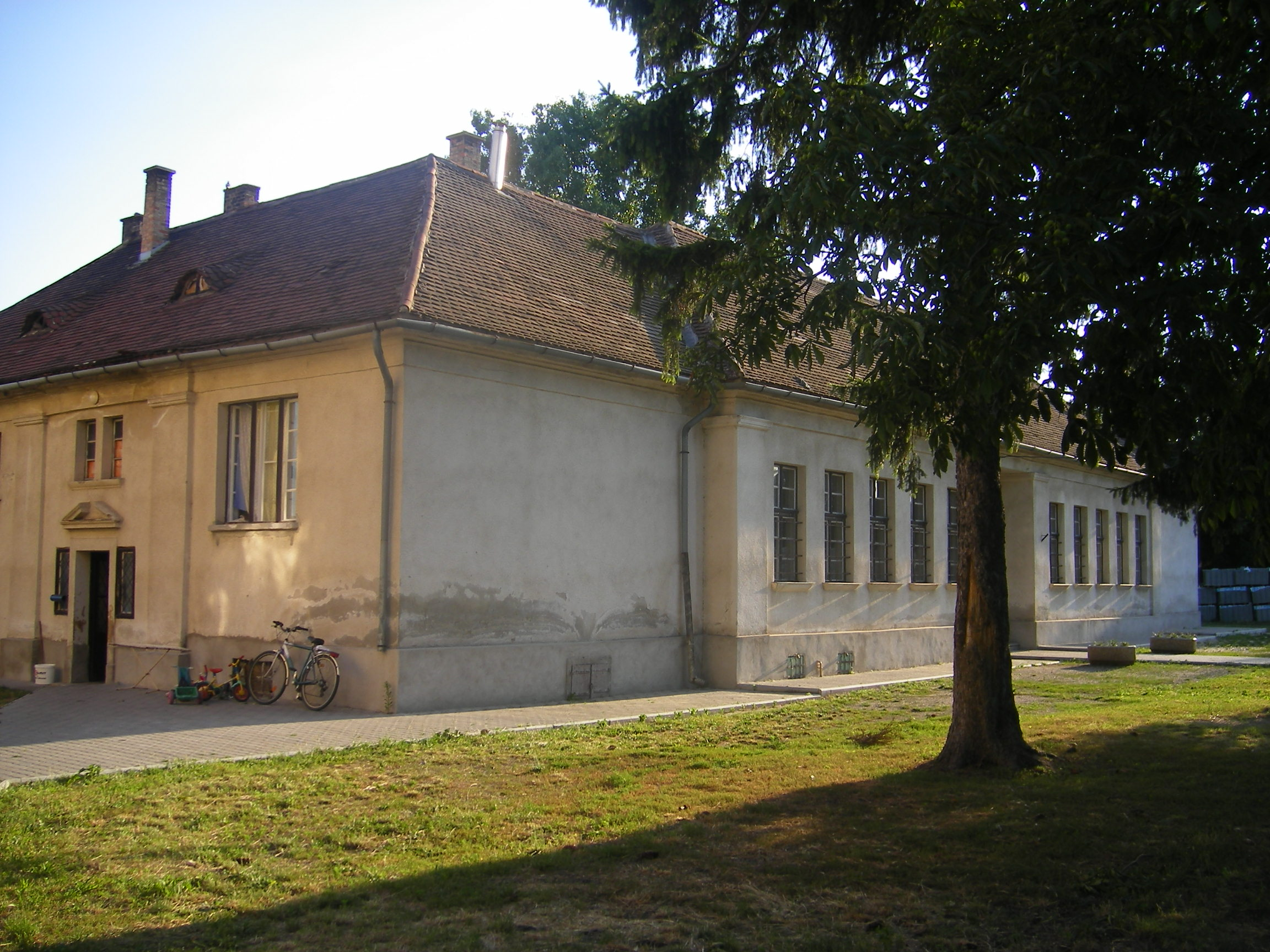
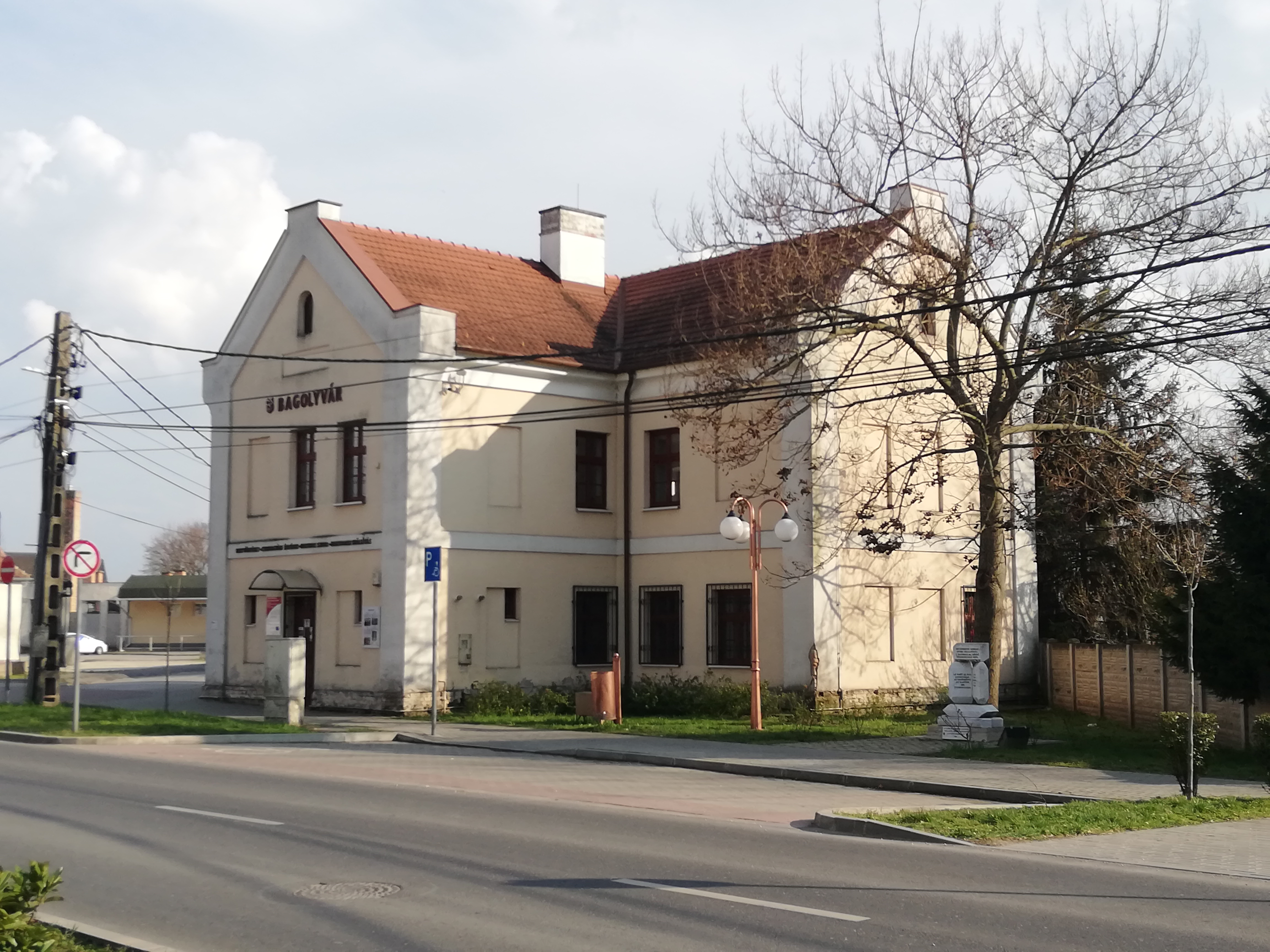
Bagolyvár
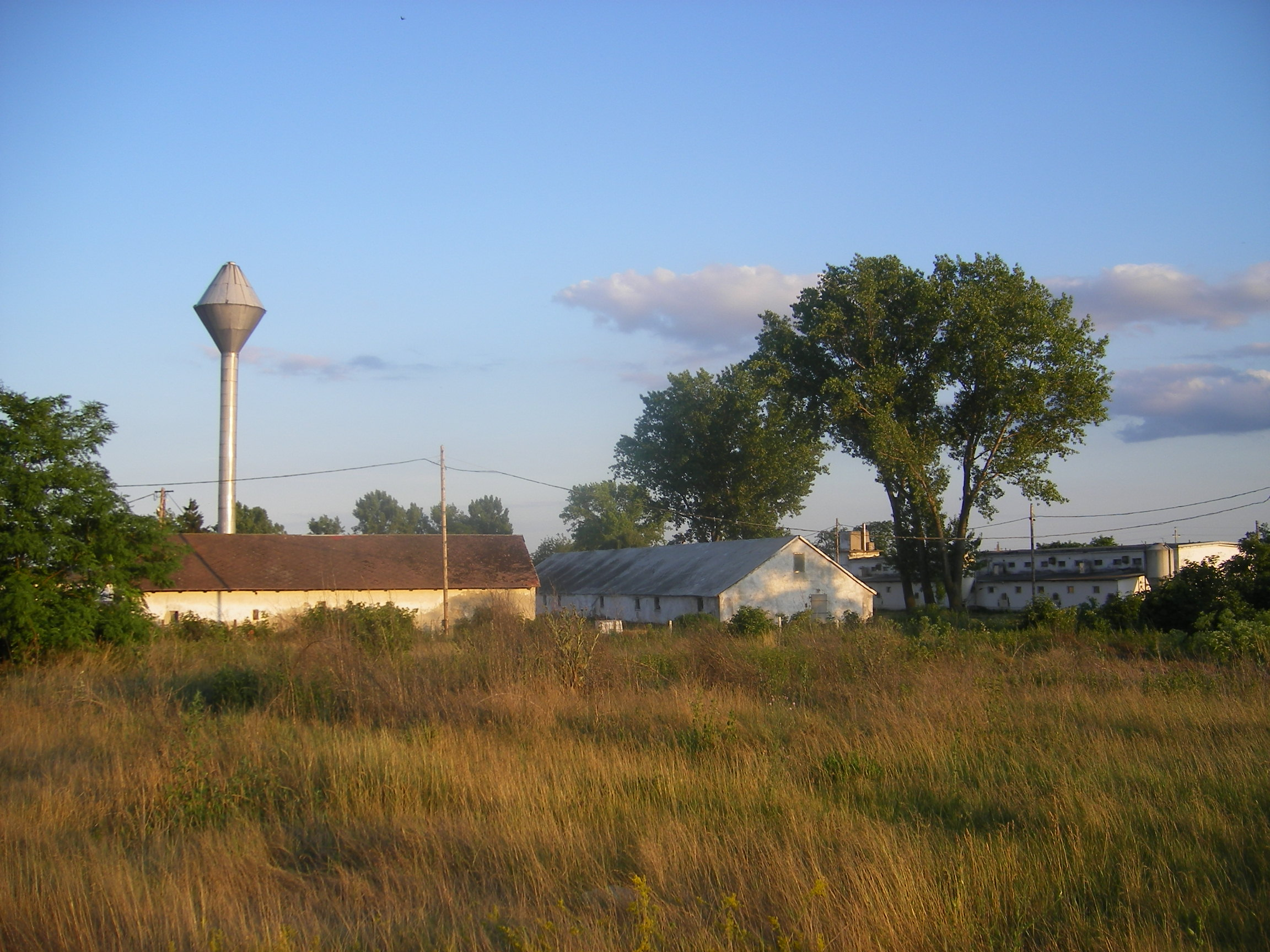
Ács-Újmajor
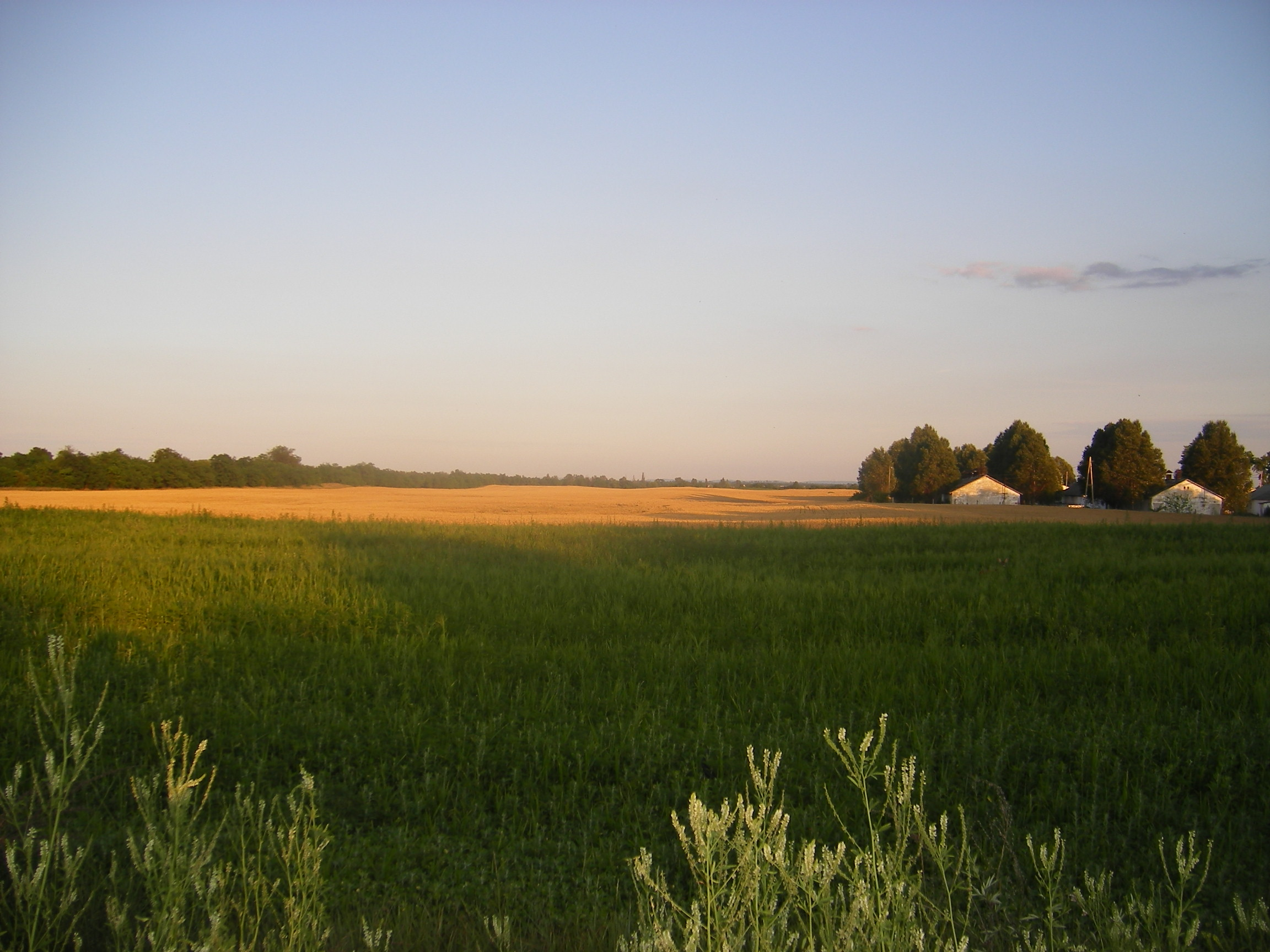
Tájkép Ácstól északra

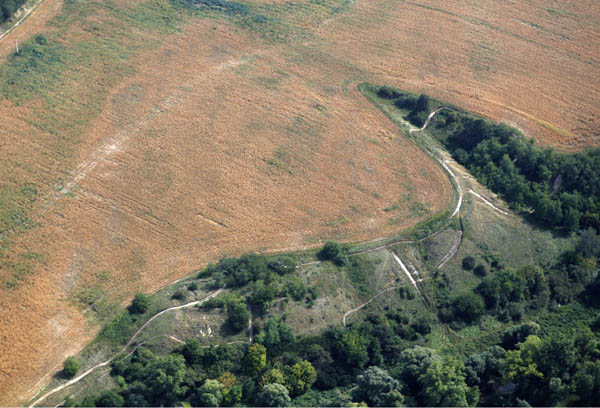
Ács várhegy a régészeknek sokat mondó légi felvételen
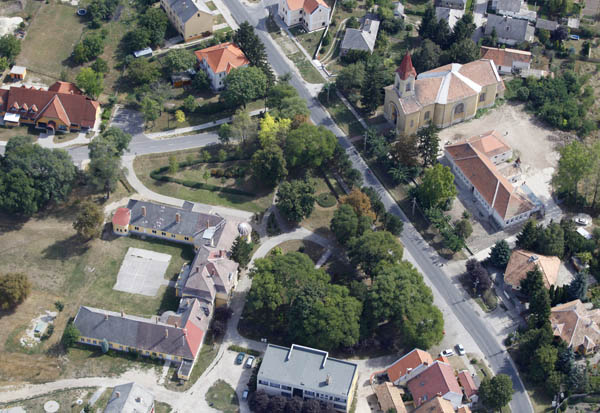
Az ácsi Zichy-kastély és a katolikus templom a település központjában
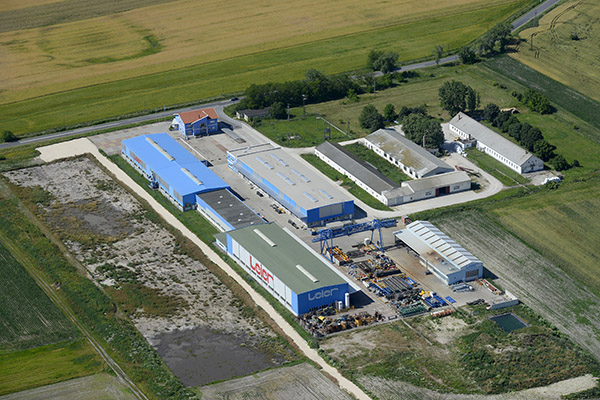
Ács, Leier üzemegység légi felvételen

## Híres emberek
- Kiskéry (Komornik) Loránd vezérőrnagy, a jutasi m. kir. "Kinizsi Pál" Csapataltisztképző Iskola parancsnoka Ácson született 1888. június 2-án.
- Korinek László (1946) jogász, kriminológus, az MTA tagja Ácson született.
- Dancs József (1908-2004) „Arany Toll” díjas újságíró a Szabad Föld szerkesztője, Ácson született
- Papp (Pfeiffer) Izsák (1884-1945) rabbi, műfordító, judaikakutató Ácson született.
- Péntek Pál (*1885) országgyűlési képviselő, a Magyar Lobogó munkatársa Ácson született.
- Viola Mihály (1922-1981) színművész, a fővárosi Vidám Színpad alapító tagja, és egyik kitűnő művésze, Salamon Béla egyik kései állandó partnere
- Sméja Miklós (1927-1985) festőművész haláláig Ácson élt és dolgozott rajztanárként.
- Thury Etele (1861-1917) református lelkész, teológiai tanár 1882-1884 között Ácson volt akadémiai rektor.
- Zichy Ernő József (*1892) - a két világháború közötti politikus, újságszerkesztő és egyházi író 1928-tól volt plébános Ácson.

## Testvértelepülések
- Csallóközaranyos, Szlovákia (2003 óta)
- Olasztelek, Románia
- Steinau, Németország[31]